# Avlidna 2020
Detta är en lista över kända personer som har avlidit under 2020.

## Januari

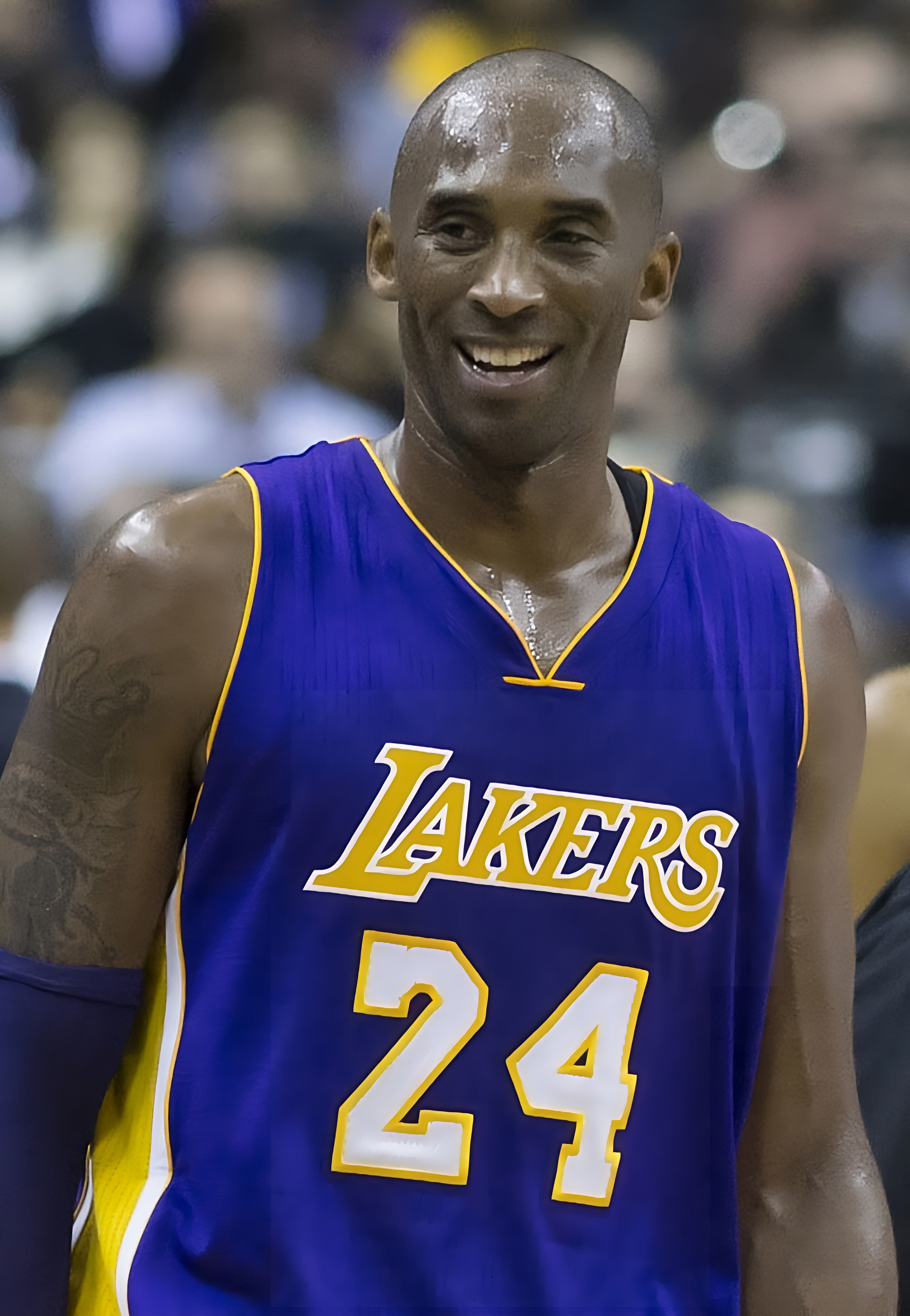
Den amerikanske basketspelaren Kobe Bryant avled 26 januari, 41 år gammal.

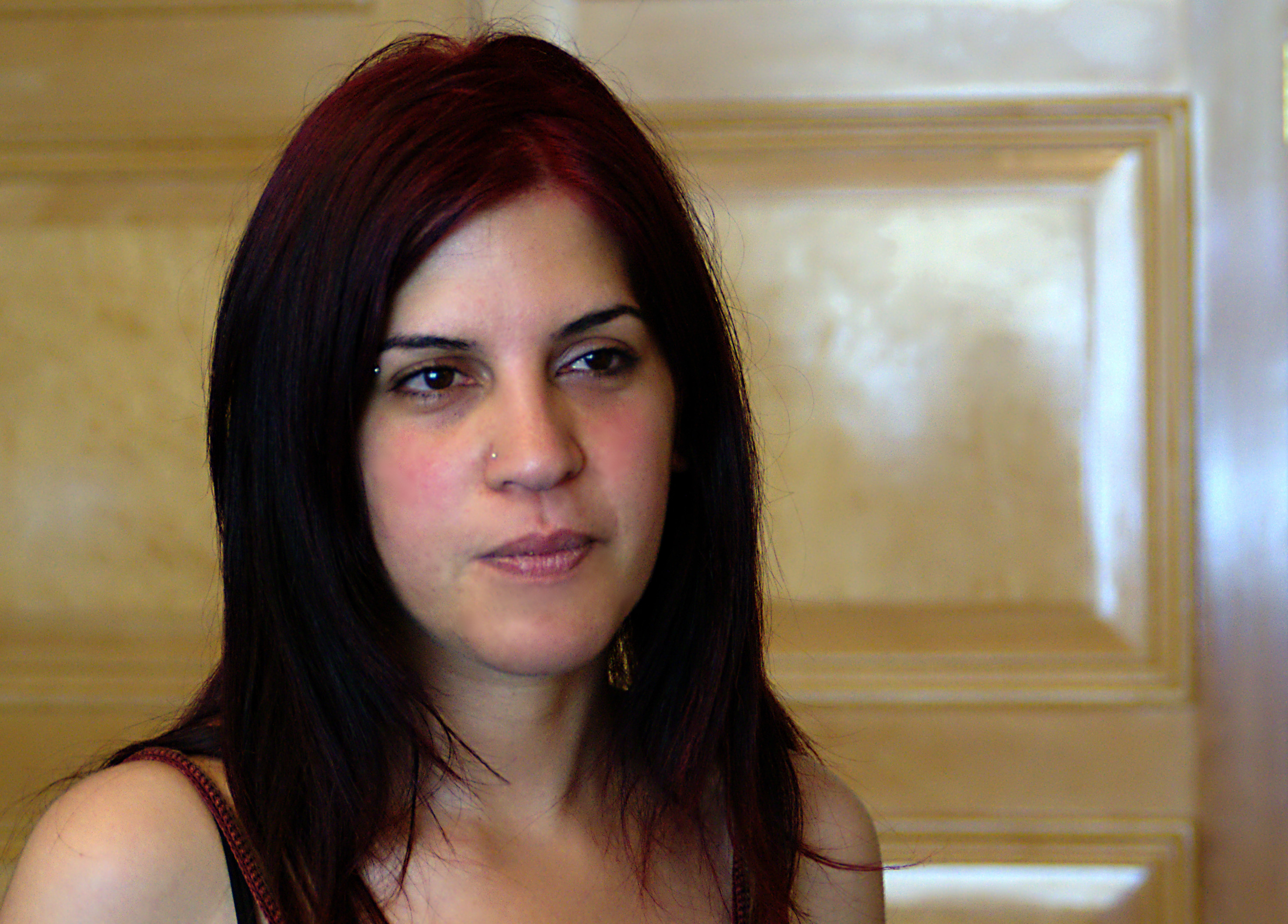
Den tunisiska aktivisten Lina Ben Mhenni avled 27 januari, 36 år gammal.

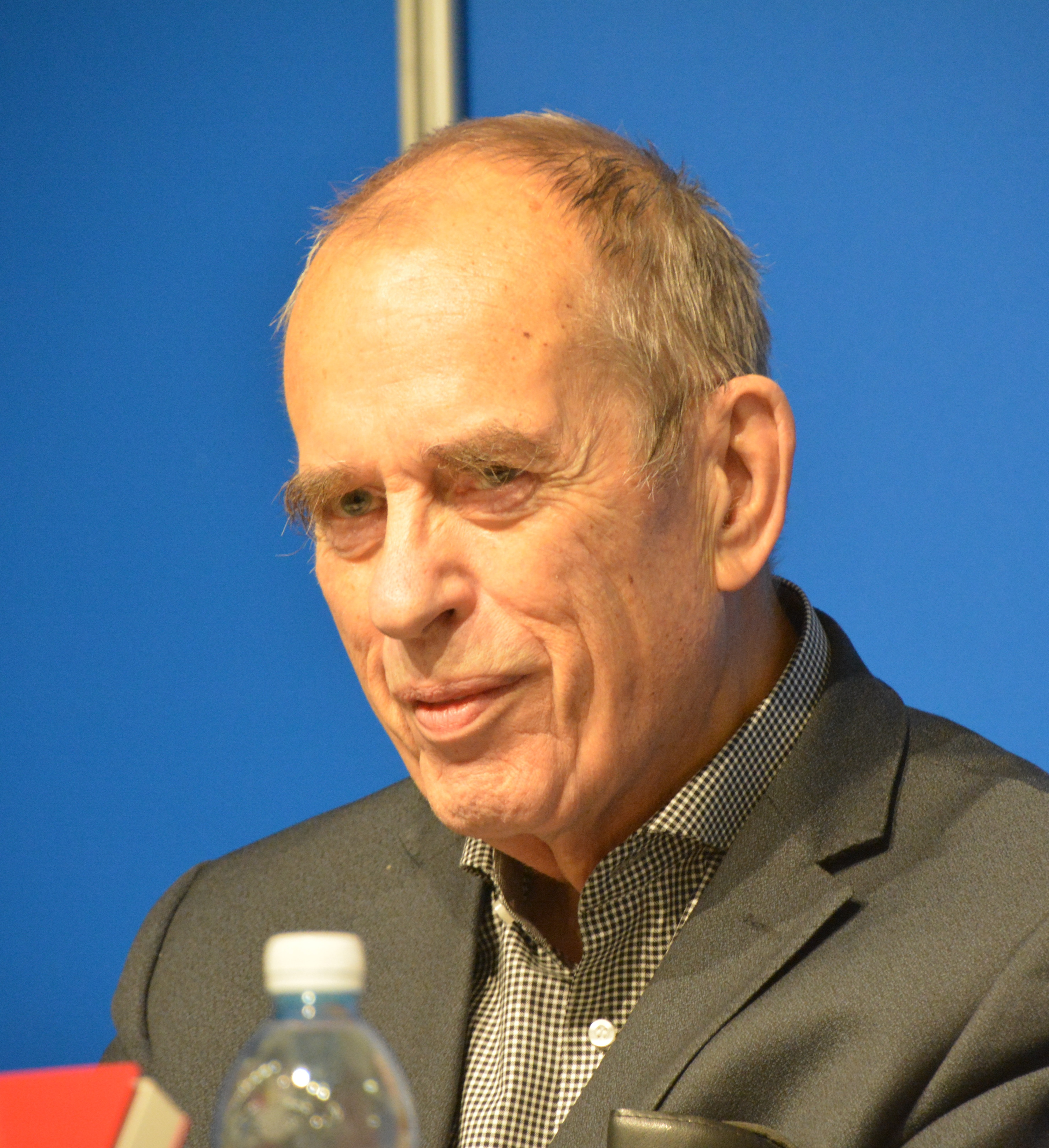
Den finländske författaren Jörn Donner avled 30 januari, 86 år gammal.

- 1 januari – Don Larsen, 90, amerikansk basebollspelare.[1]
- 1 januari – David Stern, 77, amerikansk advokat samt kommissarie för National Basketball Association (NBA).[2]
- 2 januari – Roman Montjenko, 55, rysk roddare.[3]
- 3 januari – Qasem Soleimani, 62, iransk generalmajor och befälhavare för Quds-styrkan.[4]
- 3 januari – Bo Winberg, 80, svensk musiker (The Spotnicks).[5]
- 4 januari – Derek Acorah, 69, brittisk självutnämnt medium och TV-personlighet.[6]
- 5 januari – T.N. Chaturvedi, 90, indisk politiker och ämbetsman, guvernör i Karnataka 2002–2007.[7]
- 5 januari – Hans Tilkowski, 84, tysk (västtyskfödd) fotbollsspelare.[8]
- 6 januari – Mike Fitzpatrick, 56, amerikansk republikansk politiker, representanthusledamot 2005–2007 och 2011–2017.[9]
- 7 januari – Neil Peart, 67, kanadensisk sångtextförfattare och trummis.[10]
- 8 januari – Buck Henry(en), 89, amerikansk skådespelare och manusförfattare.[11]
- 8 januari – Peter T. Kirstein, 86, brittisk datavetare.[12]
- 9 januari – Stina Hammar, 96, svensk pedagog, litteraturvetare och författare.[13]
- 9 januari – Mike Resnick, 77, amerikansk science fiction-författare.[14]
- 10 januari – Qabus ibn Said, 79, regerande sultan av Oman sedan 1970.[15]
- 11 januari – Tom Belsø, 77, dansk racerförare.[16]
- 11 januari – Sabine Deitmer, 72, tysk kriminalförfattare.[17]
- 12 januari – Roger Scruton, 75, brittisk konservativ filosof, journalist, författare och kompositör.[18]
- 13 januari – Carlos Girón, 65, mexikansk simhoppare.[19]
- 13 januari – Maurice Moucheraud, 86, fransk tävlingscyklist.[20]
- 14 januari – Jan-Olof Ekholm, 88, svensk deckarförfattare.[21]
- 16 januari – Christopher Tolkien, 95, brittisk redaktör och son till J.R.R. Tolkien.[22]
- 16 januari – Barry Tuckwell, 88, australisk valthornist.[23]
- 17 januari – Erik Appel, 95, finlandssvensk journalist och författare.[24]
- 17 januari – Derek Fowlds, 82, brittisk skådespelare.[25]
- 17 januari – Rolf Allan Håkanson, 69, svensk scenograf (Galenskaparna och After Shave).[26]
- 17 januari – Khagendra Thapa Magar, 27, nepalesisk man som innehade rekordet som världens kortaste man.[27]
- 18 januari – Mary Andersson, 90, svensk författare.[28]
- 18 januari – Klas Jahnberg, 80, svensk skådespelare.[29]
- 18 januari – Egil Krogh, 80, amerikansk jurist, tjänsteman i Nixon-administrationen och inblandad i Watergate-skandalen.[30]
- 18 januari – Jack Van Impe, 88, amerikansk kristen TV-predikant.[31]
- 20 januari – Åke Jörnfalk, 87, svensk skådespelare.[32]
- 21 januari – Hédi Baccouche(en), 90, tunisisk politiker, premiärminister 1987–1989.[33]
- 21 januari – Terry Jones, 77, brittisk komiker, skådespelare, manusförfattare och regissör (Monty Python).[34]
- 21 januari – Tengiz Sigua, 85, georgisk politiker, premiärminister 1990–1991 och 1992–1993.[35]
- 24 januari – Joe Payne, 35, amerikansk hårdrocksgitarrist.[källa behövs]
- 24 januari – Juan José Pizzuti, 92, argentinsk fotbollsspelare och tränare.[36]
- 24 januari – Sean Reinert, 48, amerikansk rocktrummis och sångare.[37]
- 24 januari – Rob Rensenbrink, 72, nederländsk fotbollsspelare.[38]
- 24 januari – Pete Stark, 88, amerikansk demokratisk politiker, representanthusledamot 1973–2013.[39]
- 25 januari  – Anne Kulle, 76, svensk skådespelare och regissör.[40]
- 25 januari – Tor Obrestad, 81, norsk författare.[41]
- 25 januari – Holger Romander, 98, svensk jurist, rikspolischef 1978–1987.[42][43]
- 26 januari – Kobe Bryant, 41, amerikansk basketspelare.[44]
- 27 januari – Lina Ben Mhenni, 36, tunisisk internet-aktivist och bloggare.[45]
- 28 januari – Nicholas Parsons, 96, brittisk radio- och TV-presentatör och skådespelare.[46]
- 28 januari – Dyanne Thorne, 83, amerikansk skådespelare.[47]
- 29 januari – Blagoja Georgievski, 69, makedonsk (jugoslaviskfödd) basketspelare och tränare.[48]
- 30 januari – John Andretti, 56, amerikansk racerförare.[49]
- 30 januari – Jörn Donner, 86, finländsk författare, regissör, producent och politiker.[50]
- 30 januari – Sture Gadd, 74, finlandssvensk redaktör.[51]
- 31 januari – Mary Higgins Clark, 92, amerikansk deckarförfattare.[52]
- 31 januari – Anne Cox Chambers, 100, amerikansk affärskvinna och mediaägare.[53]
- 31 januari – Inge Jonsson, 91, svensk författare och litteraturvetare.[54]
- 31 januari – Gunnar Svensson, 63, svensk ishockeyspelare och tränare.[55]

## Februari

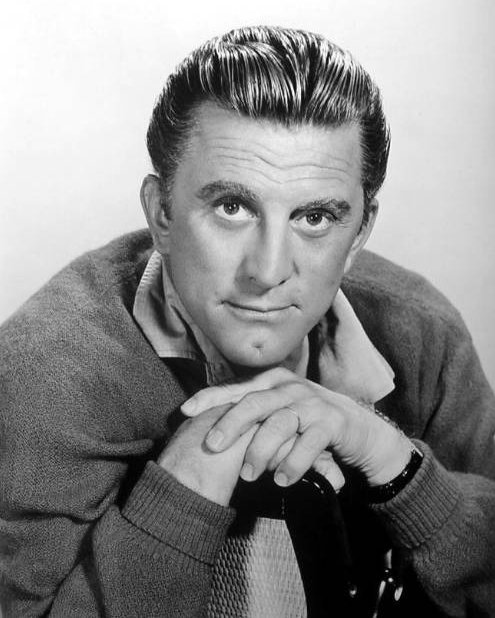
Den amerikanske skådespelaren Kirk Douglas avled 5 februari, 103 år gammal.

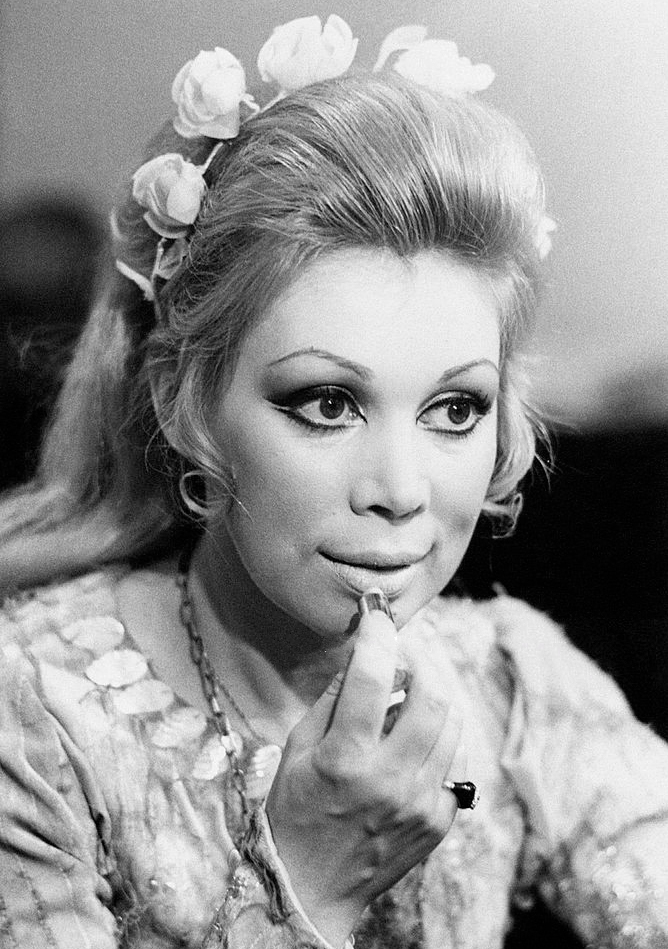
Den italienska operasångaren Mirella Freni avled 9 februari, 84 år gammal.

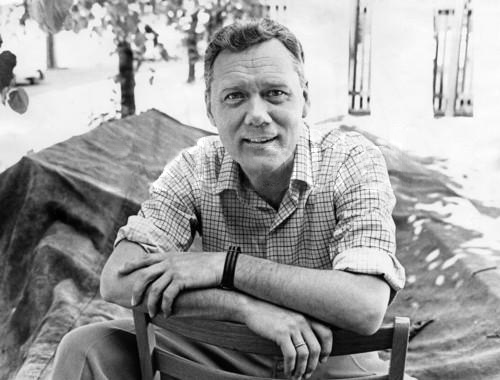
Den svenske skådespelaren och regissören Olof Thunberg avled 24 februari, 94 år gammal.

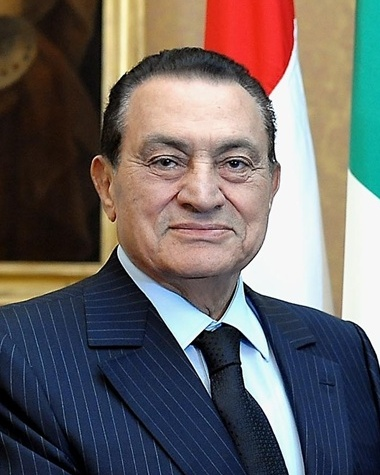
Den egyptiske presidenten Hosni Mubarak avled 25 februari, 91 år gammal.

- 2 februari – Gunnar Borg, 92, svensk psykolog.[56]
- 2 februari – Bernard Ebbers, 78, kanadensisk företagsledare och dömd bedragare, VD för WorldCom 1985–2002.[57]
- 3 februari – Gene Reynolds, 96, amerikansk skådespelare, regissör, manusförfattare och producent.[58]
- 4 februari – Giancarlo Bergamini, 93, italiensk fäktare.[källa behövs]
- 4 februari – Daniel arap Moi, 95, kenyansk politiker, president 1978–2002.[59]
- 4 februari – Ljiljana Petrović, 81, serbisk (jugoslaviskfödd) sångare.[källa behövs]
- 4 februari – John C. Whitcomb, 95, amerikansk teolog och kreationist.[källa behövs]
- 5 februari – Stanley Cohen, 97, amerikansk biokemist, nobelpristagare 1986.[60]
- 5 februari – Kevin Conway, 77, amerikansk skådespelare.[61]
- 5 februari – Kirk Douglas, 103, amerikansk skådespelare och regissör.[62]
- 5 februari – Abadi Hadis, 22, etiopisk långdistanslöpare.[63]
- 6 februari – Roger Kahn, 92, amerikansk författare.[64]
- 6 februari – Ola Magnell, 74, svensk sångare och låtskrivare.[65]
- 7 februari – Orson Bean, 91, amerikansk skådespelare.[66]
- 7 februari – Brian Glennie, 73, kanadensisk ishockeyspelare.[67]
- 7 februari – Nexhmije Pagarusha, 86, albansk (kosovansk) sångare.[källa behövs]
- 8 februari – Mats Börjesson, 92, svensk jurist och ämbetsman.[68]
- 8 februari – Robert Conrad, 84, amerikansk skådespelare.[69]
- 8 februari – Maurice Girardot, 98, fransk basketspelare.[källa behövs]
- 9 februari – Mirella Freni, 84, italiensk operasångare.[70]
- 9 februari – Margareta Hallin, 88, svensk operasångare (koloratursopran), skådespelare och tonsättare.[71]
- 9 februari – Juha Muje, 69, finländsk skådespelare.[72]
- 9 februari – Sergej Slonimskij, 87, rysk kompositör och pianist.[73]
- 10 februari – Claire Bretécher, 79, fransk serieskapare.[74]
- 10 februari – Lyle Mays, 66, amerikansk jazzpianist och kompositör.[75]
- 11 februari – Joseph Vilsmaier, 81, tysk filmregissör.[källa behövs][76]
- 12 februari – Geert Hofstede, 91, nederländsk socialpsykolog och antropolog.[77]
- 12 februari – Søren Spanning, 68, dansk skådespelare.[78]
- 12 februari – Tamás Wichmann, 72, ungersk kanotist och olympisk medaljör.[79]
- 13 februari – Karel Neffe, 71, tjeckoslovakisk roddare.[80]
- 13 februari – Rajendra Pachauri, 79, indisk ekonom.[81]
- 15 februari – Caroline Flack, 40, brittisk TV-programledare.[82]
- 16 februari – Harry Gregg, 87, nordirländsk fotbollsmålvakt.[83]
- 16 februari – Barry Hulshoff, 73, nederländsk fotbollsspelare och tränare.[84]
- 16 februari – Kellye Nakahara, 72, amerikansk skådespelare.[85]
- 17 februari – Per Andersen, 90, norsk neurofysiolog och hjärnforskare.[86]
- 17 februari – Monica Backström, 80, svensk formgivare och konstnär.[87]
- 17 februari – Jens Bjerre, 98, dansk filmare, författare och äventyrare.[88]
- 17 februari – Torgny Erséus, 85, svensk kyrkomusiker, folkbildare och hymnolog.[89]
- 17 februari – Percival, 88, svensk författare, tonsättare, konstnär och dramatiker.[90]
- 17 februari – Charles Portis, 86, amerikansk författare.[91]
- 17 februari – Mickey Wright, 85, amerikansk golfspelare.[92]
- 18 februari – José Bonaparte, 91, argentinsk paleontolog.[93]
- 18 februari – Jon Christensen, 76, norsk jazzpercussionist.[94]
- 18 februari – Einar Heckscher, 81, svensk författare och översättare.[95]
- 19 februari – Pop Smoke, 20, amerikansk rappare.[96]
- 20 februari – Berit Hedenö, 87, svensk dansare och revyartist.[97]
- 21 februari – Johan Järnefelt, 90, finländsk läkare och professor.[98]
- 22 februari – Kiki Dimoula, 88, grekisk poet.[99]
- 22 februari – Thich Quang Do, 91, vietnamesisk buddhistmunk och regimkritiker.[100]
- 23 februari – János Göröcs, 80, ungersk fotbollsspelare och tränare.[101]
- 24 februari – Diana Serra Cary, 101, amerikansk barnskådespelare, författare och historiker.[102]
- 24 februari – Clive Cussler, 88, amerikansk författare.[103]
- 24 februari – Katherine Johnson, 101, amerikansk matematiker.[104]
- 24 februari – Jan Kowalczyk, 78, polsk hästhoppningsryttare.[105]
- 24 februari – Roy Norris, 72, amerikansk seriemördare.[106]
- 24 februari – Jahn Teigen, 70, norsk sångare, låtskrivare och musiker.[107]
- 24 februari – Olof Thunberg, 94, svensk skådespelare och regissör.[108]
- 25 februari – Dmitrij Jazov, 95, sovjetisk politiker och marskalk, försvarsminister 1987–1991.[109]
- 25 februari – Hosni Mubarak, 91, egyptisk militär och politiker, president 1981–2011.[110]
- 26 februari – Betsy Byars, 91, amerikansk barn- och ungdomsboksförfattare.[111]
- 26 februari – Nexhmije Hoxha, 99, albansk kommunistisk politiker, hustru till Enver Hoxha.[112]
- 26 februari – Michael Medwin, 96, brittisk skådespelare.[113]
- 26 februari – Annie Riis, 92, norsk författare, poet och översättare.[114]
- 26 februari – Kostas Voutsas, 88, grekisk skådespelare.[källa behövs]
- 27 februari – Valdir Espinosa, 72, brasiliansk fotbollstränare.[115]
- 28 februari – Freeman Dyson, 96, brittisk-amerikansk teoretisk fysiker och matematiker.[116]
- 28 februari – Stig-Göran Myntti, 94, finländsk fotbolls- och bandyspelare.[källa behövs]
- 29 februari – Éva Székely, 92, ungersk simmare, olympisk medaljör.[källa behövs]

## Mars

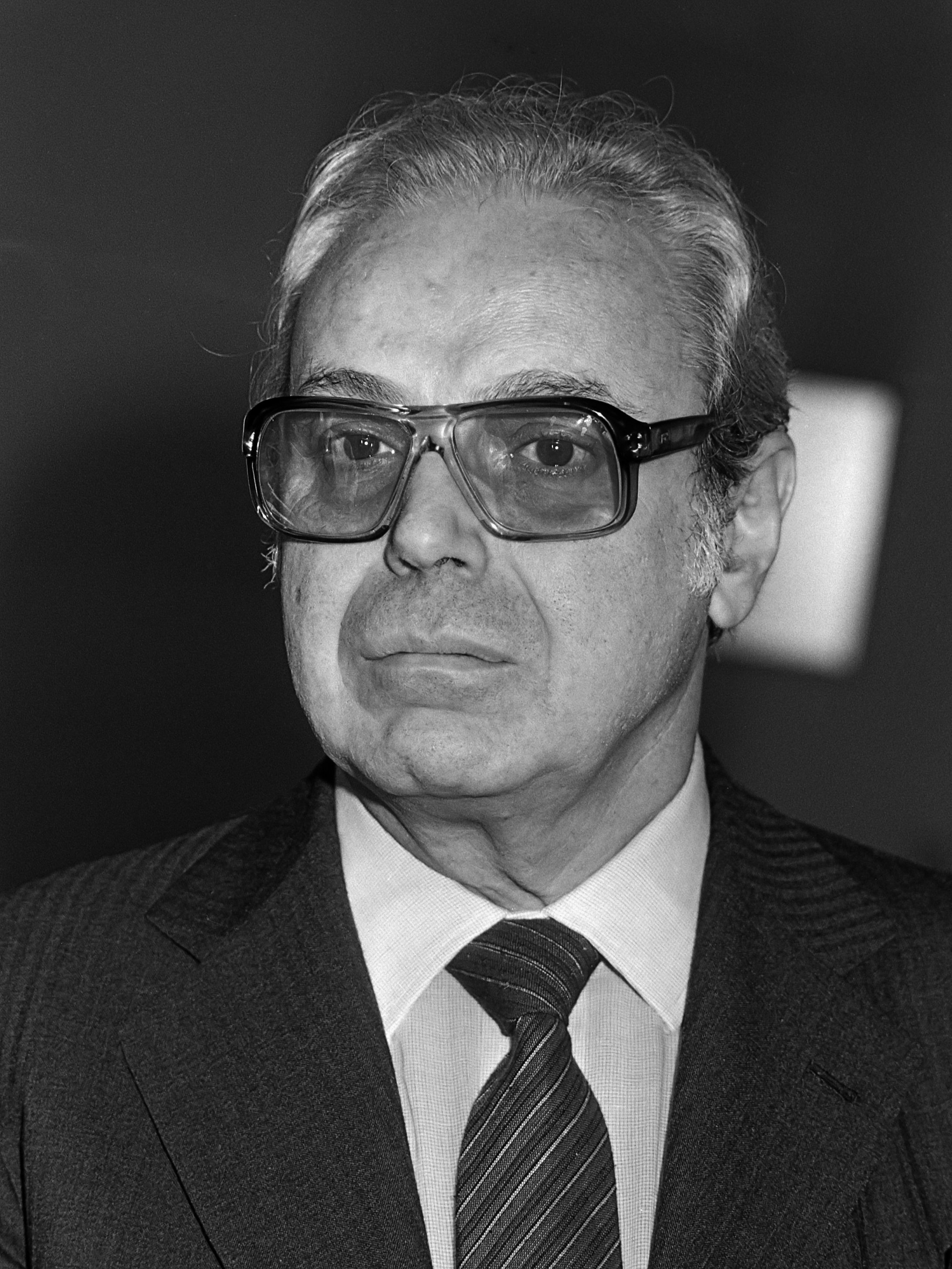
Den peruanske diplomaten Javier Pérez de Cuéllar avled 4 mars, 100 år gammal.

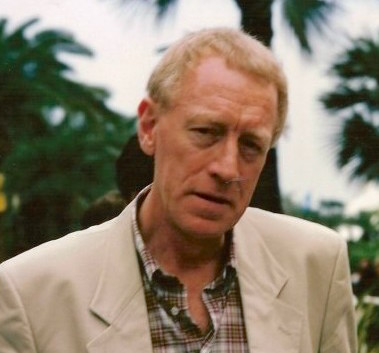
Den svensk-franske skådespelaren Max von Sydow avled 8 mars, 90 år gammal.

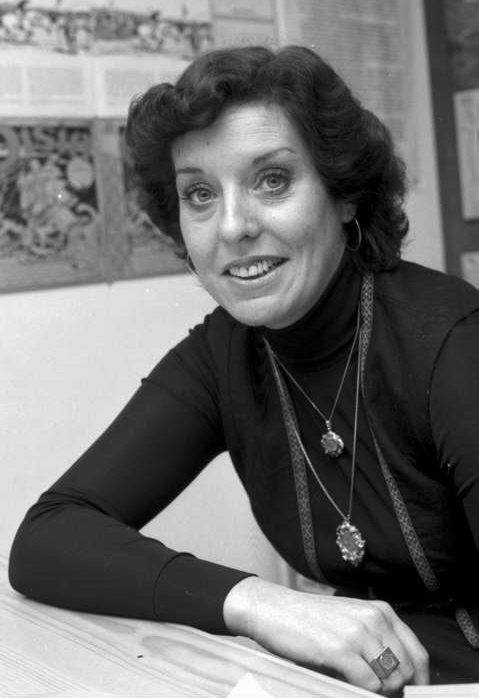
Den nordirländska fredsaktivisten Betty Williams avled 17 mars, 76 år gammal.

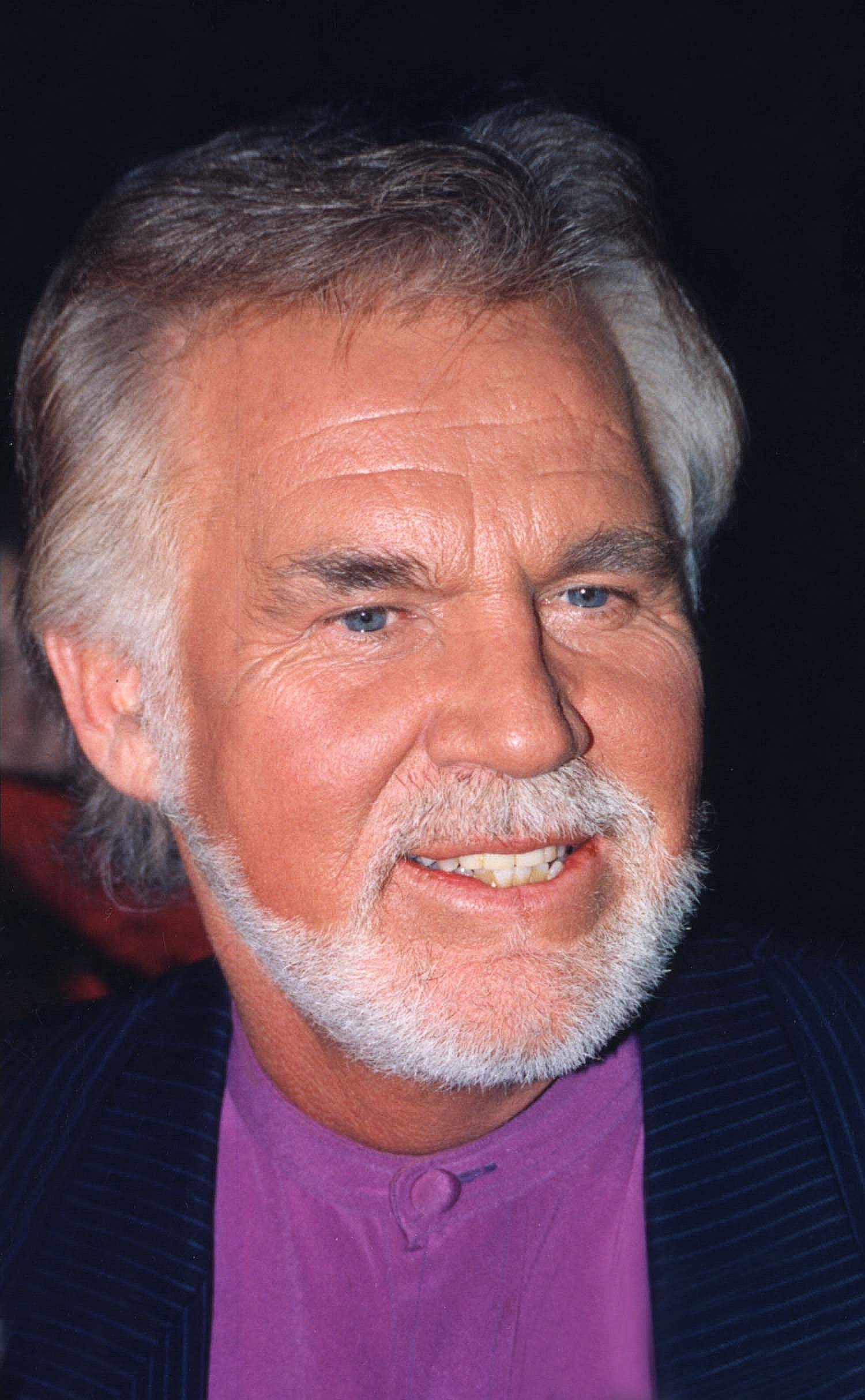
Den amerikanske musikern Kenny Rogers avled 20 mars, 81 år gammal.

- Exakt datum saknas – Peter Beard, 82, amerikansk fotograf.[117]
- 1 mars – Ernesto Cardenal, 95, nicaraguansk poet, politiker och befrielseteologisk präst.[källa behövs]
- 1 mars – Stefan Lindqvist, 52, svensk fotbollsspelare.[118]
- 1 mars – Jack Welch, 84, amerikansk företagsledare, VD för General Electric 1981–2001.[119]
- 2 mars – Uwe Laysiepen (även känd som Ulay), 76, tysk fotograf och performancekonstnär.[källa behövs]
- 2 mars – James Lipton, 93, amerikansk författare, talkshowvärd, skådespelare och dramapedagog.[120]
- 3 mars – Alf Cranner, 83, norsk vissångare, musiker, låtskrivare och bildkonstnär.[källa behövs]
- 3 mars – Stanisław Kania(en), 92, polsk kommunistisk politiker.[121]
- 3 mars – Nicolas Portal, 40, fransk tävlingscyklist.[122]
- 3 mars – David Wise, 65, amerikansk TV-manusförfattare.[123]
- 4 mars – Javier Pérez de Cuéllar, 100, peruansk diplomat, FN:s generalsekreterare 1982–1991.[124]
- 4 mars – Robert Sjavlakadze, 86, georgisk (sovjetiskfödd) friidrottare, främst inom höjdhoppning. OS-guld 1960. [källa behövs]
- 5 mars – Daniel Hjorth, 88, svensk förlagsman och litteraturskribent.[125]
- 6 mars – Anne-Marie Berglund, 68, svensk författare.[126]
- 6 mars – Lennart Johansson, 68, svensk professor i radiofysik.[127]
- 6 mars – Henri Richard, 84, kanadensisk ishockeyspelare.[128]
- 6 mars – Danny Tidwell, 35, amerikansk dansare.[källa behövs]
- 6 mars – McCoy Tyner, 81, amerikansk jazzpianist.[källa behövs]
- 8 mars – Max von Sydow, 90, svensk-fransk skådespelare och regissör.[129]
- 10 mars – Kurt Liander, 88, svensk fotbollsspelare.[130]
- 11 mars – Tatjana Prorotjenko, 67, ukrainsk (sovjetiskfödd) friidrottare inom kortdistanslöpning.[källa behövs]
- 11 mars – Charles Wuorinen, 81, amerikansk kompositör, pianist och musikpedagog.[källa behövs]
- 11 mars – Roger Öhman, 61, svensk ishockeyspelare.[131]
- 13 mars – Filippos Petsalnikos, 69, grekisk politiker, parlamentets talman 2009–2012.[källa behövs]
- 13 mars – Dana Zátopková, 97, tjeckisk (tjeckoslovakiskfödd) spjutkastare.[132]
- 14 mars – René Follet, 88, belgisk serieskapare och illustratör.[133]
- 14 mars – Genesis P-Orridge, 70, brittisk singer-songwriter, musiker och performancekonstnär.[källa behövs]
- 15 mars – Suzy Delair, 102, fransk skådespelare.[134]
- 15 mars – Vittorio Gregotti, 92, italiensk arkitekt.[källa behövs]
- 15 mars – Lasse Sandlin, 76, svensk sportjournalist.[135]
- 16 mars – Stuart Whitman, 92, amerikansk skådespelare.[136]
- 17 mars – Sven-Erik Johansson (konstnär), 94, svensk målare och grafiker.[137]
- 17 mars – Bibi Langer, 91, svensk journalist och radioprofil.[138]
- 17 mars – Eduard Limonov, 77, rysk författare, poet och politiker.[139]
- 17 mars – Lyle Waggoner, 84, amerikansk skådespelare.[140]
- 17 mars – Betty Williams, 76, nordirländsk fredsaktivist, mottagare av Nobels fredspris 1976.[141]
- 18 mars – Alfred Worden, 88, amerikansk astronaut.[källa behövs]
- 18 mars – Sérgio Trindade(en), 79, brasiliansk kemiingenjör.[142]
- 19 mars – Peter Whittingham, 35, brittisk (engelsk) fotbollsspelare.[143]
- 19 mars – Edi Ziegler, 90, tysk tävlingscyklist.[källa behövs]
- 20 mars – Kenny Rogers, 81, amerikansk countrysångare, låtskrivare och musiker.[144]
- 20 mars – Vladimír Zábrodský, 97, tjeckisk ishockeyspelare och tränare.[145]
- 21 mars – Lorenzo Sanz, 76, spansk affärsman och president för Real Madrid.[146][147]
- 22 mars – Sven Slättengren, 77, svensk underhållare, komiker och revyartist.[148]
- 22 mars – Eric Weissberg, 80, amerikansk bluegrassmusiker (Duelling Banjos).[källa behövs]
- 23 mars – Lars Billengren, 88, svensk operasångare.[149]
- 23 mars – Lucia Bosè, 89, italiensk skådespelare.[källa behövs]
- 23 mars – Percy Silfverberg, 93, svensk militär.[150]
- 24 mars – John Davies, 90, australisk-amerikansk simmare.[källa behövs]
- 24 mars – Manu Dibango, 86, kamerunsk saxofonist.[källa behövs]
- 24 mars – John "Jompa" Eriksson, 91, svensk fotbollsspelare.[151]
- 24 mars – Alfred Gomolka, 77, tysk politiker, europaparlamentariker 1994–2008 och ministerpresident i Mecklenburg-Vorpommern 1990–1992.[källa behövs]
- 24 mars – William "Bill" Rieflin, 59, amerikansk rocktrummis.[152]
- 24 mars – Albert Uderzo, 92, fransk serieskapare (Asterix).[153]
- 25 mars – Mark Blum, 69, amerikansk skådespelare.[154]
- 25 mars – Floyd Cardoz, 59, indisk-amerikansk kock.[källa behövs]
- 25 mars – Paul Goma, 84, rumänsk författare.[155]
- 25 mars – Vusamazulu Credo Mutwa, 98, sydafrikansk traditionell helare.[källa behövs]
- 26 mars – Olavi Borg, 84, finländsk statsvetare och professor.[156]
- 26 mars – Michel Hidalgo, 87, fransk fotbollsspelare och fotbollstränare.[157]
- 26 mars – Olle Holmquist, 83, svensk musiker och trombonist.[158]
- 26 mars – Leif-Åke "Josef" Josefsson, 67, svensk journalist (framförallt sportjournalist), utrikeskorrespondent och krönikör.[159][160]
- 27 mars – Tauba Katzenstein, 94, förintelseöverlevare[161]
- 27 mars – Thandika Mkandawire, 79, nationalekonom i Sverige[162]
- 27 mars – Elsa-Karin Boestad-Nilsson, 94, svensk matematiker, programmerare och överingenjör.[163]
- 27 mars – Hamed Karoui(en), 92, tunisisk politiker, premiärminister 1989–1999.[164]
- 28 mars – Kerstin Behrendtz, 69, svensk musikredaktör och programledare.[165]
- 28 mars – Tom Coburn, 72, amerikansk republikansk politiker, representanthusledamot 1995–2001 och senator 2005–2015.[166]
- 28 mars – Thomas Schäfer, 54, tysk politiker (CDU), finansminister i Hessen sedan 2010.[167]
- 28 mars – Carl-Gustaf Standertskjöld-Nordenstam, 81, finländsk läkare och professor.[168]
- 29 mars – Tomas Oneborg, 62, svensk pressfotograf.[169]
- 29 mars – Philip Warren Anderson, 96, amerikansk fysiker, nobelpristagare i fysik 1977.[170]
- 29 mars – Pertti Palmroth, 88, finländsk industriman och formgivare.[171]
- 29 mars – Krzysztof Penderecki, 86, polsk kompositör och dirigent.[172]
- 29 mars – Ken Shimura(en), 70, japansk komiker.[173]
- 30 mars – Tomie dePaola, 85, amerikansk barnboksförfattare och illustratör.[174]
- 30 mars – Manolis Glezos, 97, grekisk motståndskämpe och politiker.[källa behövs]
- 30 mars – Hau Pei-tsun, 100, kinesisk och taiwanesisk politiker, premiärminister 1990–1993.[175]
- 30 mars – Folke Sjöqvist, 86, svensk farmakolog.[176]
- 30 mars – Bill Withers, 81, amerikansk sångare och musiker.[177]
- 31 mars – Janne Landegren, 68, svensk dansbandsångare (Ingmar Nordströms).[178]
- 31 mars – Wallace Roney, 59, amerikansk jazztrumpetare.[179]

## April

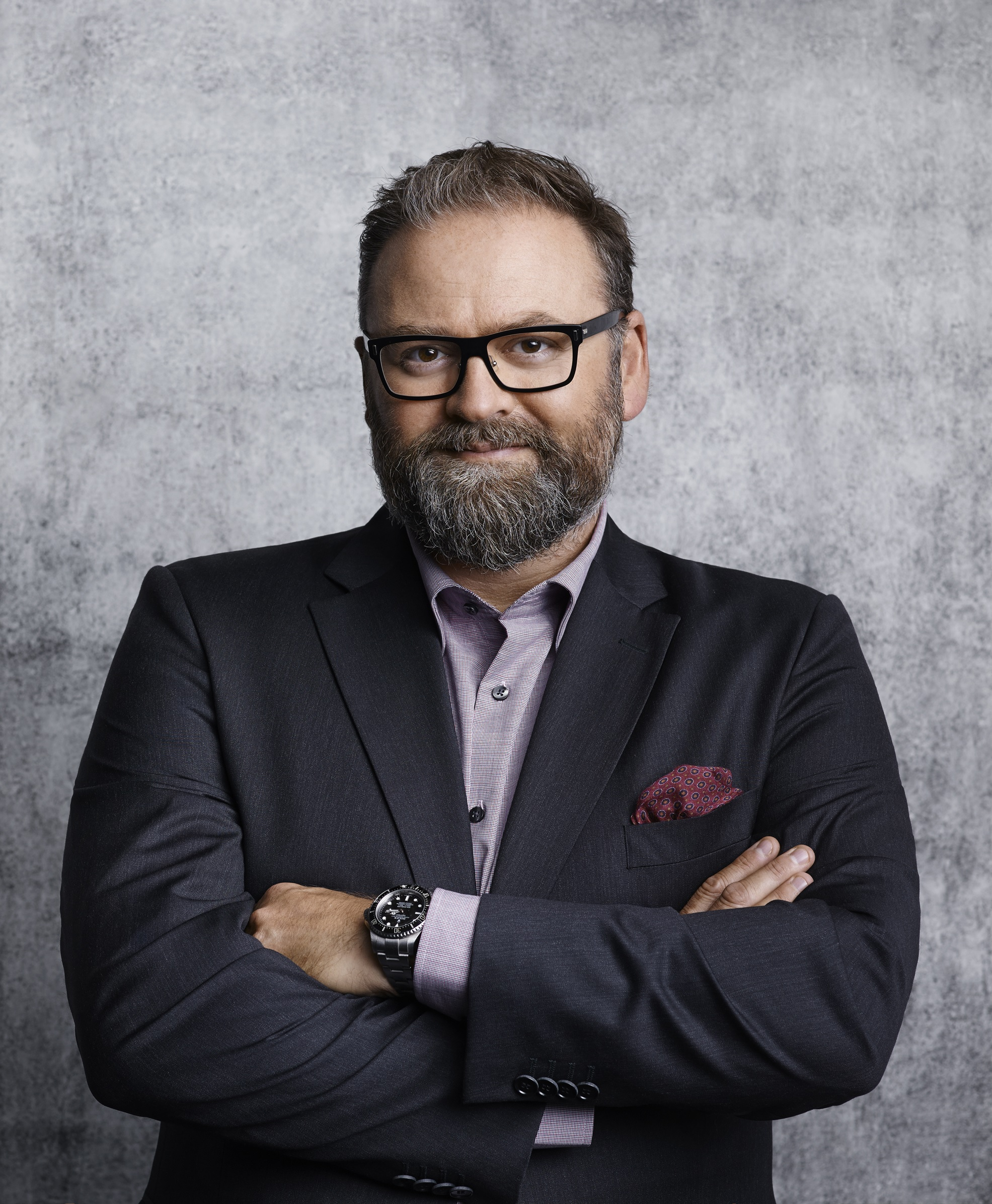
Den svenske radio- och TV-profilen Adam Alsing avled 15 april, 51 år gammal.

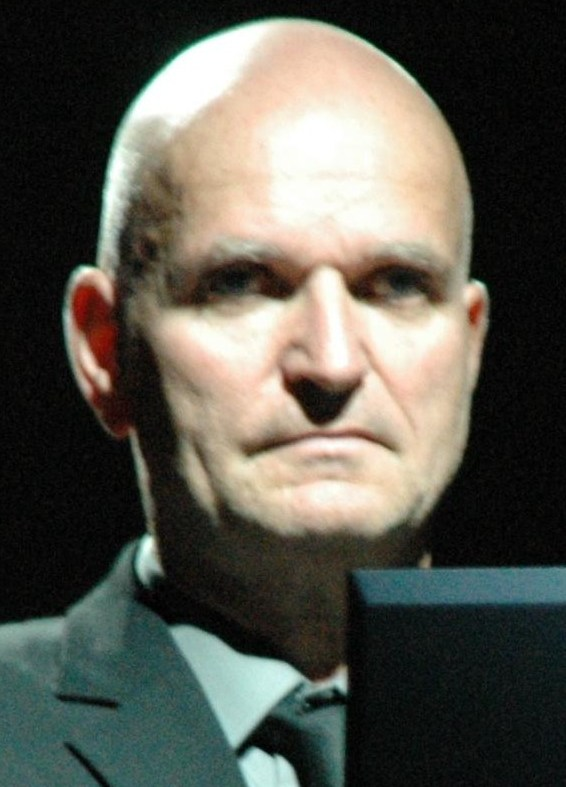
Den tyske musikern Florian Schneider avled 21 april, 73 år gammal.

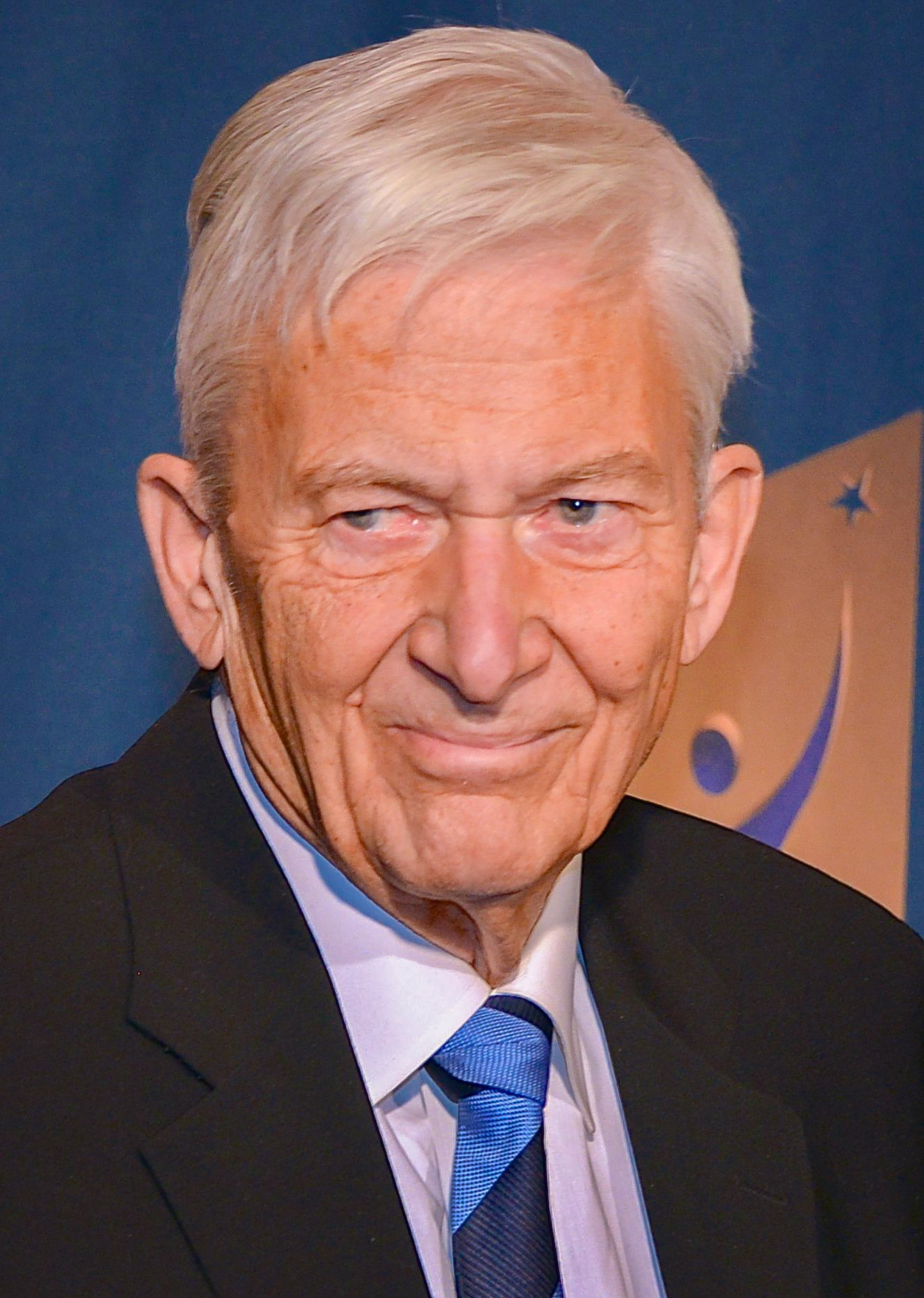
Den svenske författaren P.O. Enquist avled 25 april, 85 år gammal.

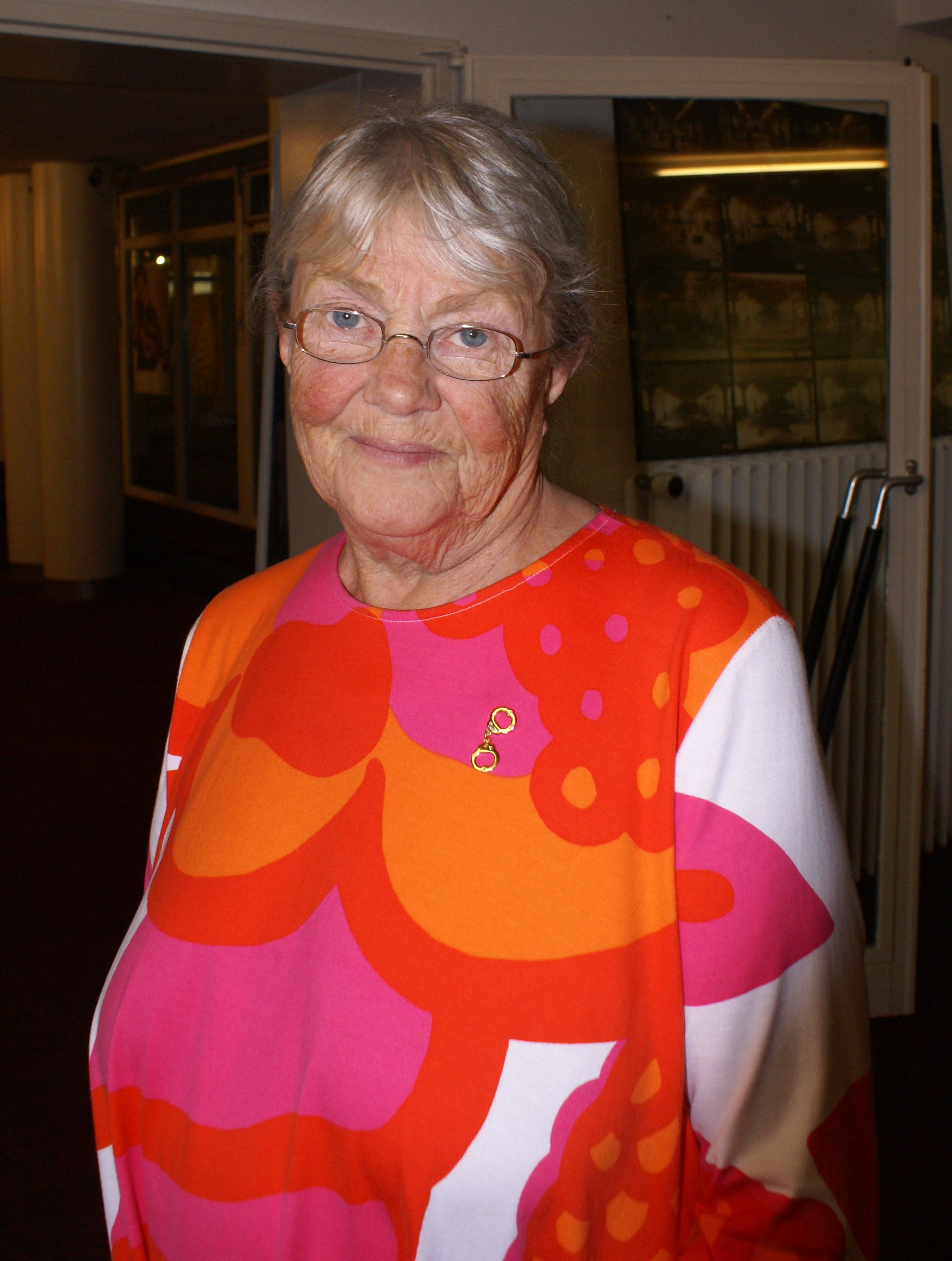
Den svenska författaren Maj Sjöwall avled i 29 april, 84 år gammal.

- 1 april – Nur Hassan Hussein, 83, somalisk politiker, premiärminister 2007–2009.[källa behövs]
- 1 april – Ellis Marsalis Jr., 85, amerikansk jazzpianist och musiklärare.[180]
- 1 april – Yvonne Schaloske, 68, svensk skådespelare (Rederiet).[181]
- 1 april – Adam Schlesinger, 52, amerikansk singer-songwriter, musiker och skivproducent.[182]
- 2 april – Kjell Grane, 90, svensk idrottslärare, författare och radioman.[183]
- 2 april – Git Kraghe, 56, svensk skådespelare och sångare.[184]
- 2 april – Seppo Vesterinen, 71, finländsk musikproducent och manager.[185]
- 3 april – Eric Verdonk, 60, nyzeeländsk roddare.[186][187][188]
- 3 april – Constand Viljoen, 86, sydafrikansk general och politiker.[189]
- 4 april – Jay Benedict, 68, amerikansk skådespelare.[190]
- 4 april – Pertti Paasio, 81, finländsk politiker, partiledare för Socialdemokraterna 1987–1991, utrikesminister 1989–1991.[källa behövs]
- 4 april – Susanna Ramel, 100, svensk friherrinna, skådespelare, sångare och rörelseterapeut.[191]
- 5 april – Honor Blackman, 94, brittisk skådespelare.[192]
- 5 april – Margaret Burbidge, 100, brittisk astrofysiker.[193]
- 5 april – Svein Ellingsen, 90, norsk psalmdiktare och bildkonstnär.[194]
- 5 april – Mahmoud Jibril, 67, libysk politiker, tillförordnad premiärminister och utrikesminister under 2011.[källa behövs]
- 5 april – Pentti Linkola, 87, finländsk ekolog, ornitolog, fiskare och författare.[källa behövs]
- 5 april – Holger Nyman, 95, svensk fotbollsspelare (IFK Norrköping, landslaget).[195]
- 6 april – Radomir Antić, 71, serbisk fotbollsspelare och tränare.[196][197][198]
- 6 april – James Drury, 85, amerikansk skådespelare.[199]
- 6 april – Fred Singer, 95, österrikiskfödd amerikansk fysiker och miljöteoretiker.[200]
- 7 april – John Prine, 73, amerikansk folksångare och countrymusiker.[201]
- 7 april – Donato Sabia, 56, italiensk medeldistanslöpare och idrottsledare.[202]
- 7 april – Hal Willner, 64, amerikansk musikproducent.[203]
- 8 april – Siri Berg, 98, svensk-amerikansk konstnär och konstlärare.[204]
- 8 april – Mort Drucker, 91, amerikansk serietecknare.[205]
- 8 april – Lars-Eric Lundvall, 86, svensk ishockeyspelare och tränare.[206]
- 10 april – Marianne Lundquist Grane, 88, svensk simmare.[183]
- 11 april – Colby Cave, 25, kanadensisk ishockeyspelare.[207][208]
- 11 april – John Horton Conway, 82, brittisk matematiker.[209]
- 11 april – Justus Dahinden, 94, schweizisk arkitekt, arkitekturlärare och författare.[källa behövs]
- 11 april – Lars-Åke Nilsson, 96, svensk idrottsledare.[210]
- 12 april – Peter Bonetti, 78, engelsk fotbollsmålvakt.[211]
- 12 april – Tim Brooke-Taylor, 79, brittisk komiker.[212]
- 12 april – Stirling Moss, 90, brittisk racerförare.[213][214]
- 12 april – Lars Råberg, 87, svensk fotbollsspelare (IF Elfsborg, landslaget).[215]
- 12 april – Doug Sanders, 86, amerikansk golfspelare.[216]
- 12 april – Birgit Stolt, 92, svensk språkvetare och professor i tyska.[217]
- 13 april – Ryo Kawasaki, 73, japansk jazz fusion-gitarrist och kompositör.[218]
- 14 april – Kerstin Meyer, 92, svensk operasångare (mezzosopran).[219]
- 14 april – Markus Raetz, 78, schweizisk målare, skulptör och konceptkonstnär.[220]
- 15 april – Adam Alsing, 51, svensk radio- och TV-programledare.[221]
- 15 april – Jack Berg, 84, norsk-svensk ingenjör och bergsklättrare.[222]
- 15 april – Brian Dennehy, 81, amerikansk skådespelare.[223]
- 15 april – Rubem Fonseca, 94, brasiliansk författare.[224]
- 15 april – Lee Konitz, 92, amerikansk jazzmusiker och kompositör.[225]
- 15 april – Beate Sydhoff, 82, svensk konstvetare och tidigare kulturråd.[226]
- 16 april – Jane Dee Hull, 84, amerikansk republikansk politiker, Arizonas guvernör 1997–2003.[227]
- 16 april – Saburo Nagakura, 99, japansk fysikalisk kemist och fysiker.[228]
- 16 april – Barbro Werkmäster, 87, svensk författare och feminist.[229]
- 17 april – Deirdre Bair, 84, amerikansk författare och biograf.[230]
- 17 april – Norman Hunter, 76, brittisk (engelsk) fotbollsspelare.[231][232]
- 17 april – Göran Steen, 98, svensk jurist och generaldirektör.[233]
- 18 april – Lars Arrhenius, 53, svensk konstnär.[234]
- 18 april – Erik Belfrage, 74, svensk diplomat och företagsledare.[235]
- 18 april – Lennart Jirlow, 83, svensk konstnär.[236]
- 18 april – Paul O'Neill, 84, amerikansk republikansk politiker och affärsman, finansminister 2001–2002.[237]
- 18 april – Göran Rystad, 94, svensk historiker.[238]
- 18 april – Pat Stapleton, 79, kanadensisk ishockeyspelare.[239]
- 18 april – Charles Strömblad, 90, svensk militärläkare.[240]
- 19 april – Cecil Bødker, 93, dansk barnboksförfattare (Silas-böckerna).[241]
- 19 april – Margit Otto-Crépin, 75, tysk-fransk ryttare.[242]
- 20 april – Rikard Ljarja, 77, albansk skådespelare.[243]
- 21 april – Abdurrahim El-Keib, 69–70, libysk professor och politiker, interimistisk premiärminister 2011–2012.[244]
- 21 april – Florian Schneider, 73, tysk elektromusiker (Kraftwerk).[245]
- 21 april – Laisenia Qarase, 79, fijiansk politiker, premiärminister 2000–2006.[246]
- 22 april – Hartwig Gauder, 65, tysk tävlingsgångare.[247]
- 22 april – Bengt Kjell, 94, svensk fotbollsspelare.[248]
- 22 april – Shirley Knight, 83, amerikansk skådespelare.[249]
- 23 april – Anders Hilding, 89, svensk fotograf.[250]
- 24 april – Hamilton Bohannon, 78, amerikansk slagverkare, bandledare och musikproducent.[251]
- 25 april – P.O. Enquist, 85, svensk författare.[252]
- 25 april – Gunnar Seijbold, 65, svensk pressfotograf.[253]
- 26 april – Tomás Balcázar, 88, mexikansk fotbollsspelare.[254][255]
- 26 april – Kauko Juhantalo, 77, finländsk politiker och jurist, handels- och industriminister 1991–1992.[256]
- 26 april – Erik M. Snellman, 62, finlandssvensk radio- och TV-journalist.[257]
- 27 april – Marina Bazanova, 57, ukrainsk (sovjetiskfödd) handbollsspelare.[258]
- 27 april – Laura Myllymaa, 37, finländsk travtränare.[259]
- 27 april – Sten Orrenius, 83, svensk läkare och toxikolog.[260]
- 28 april – Jill Gascoine, 83, brittisk skådespelare.[261]
- 28 april – Fredrik Larsson, 36, svensk handbollsspelare.[262]
- 29 april – Trevor Cherry, 72, brittisk (engelsk) fotbollsspelare.[263]
- 29 april – Denis Goldberg, 87, sydafrikansk advokat och anti-apartheidaktivist.[264]
- 29 april – Yahya Hassan, 24, dansk poet.[265]
- 29 april – Antero Jyränki, 86, finländsk jurist och professor.[266]
- 29 april – Irrfan Khan, 53, indisk skådespelare (Slumdog Millionaire, Jurassic World, etc).[267]
- 29 april – Jānis Lūsis, 80, lettisk (sovjetiskfödd) spjutkastare, olympisk guldmedaljör 1968.[268]
- 29 april – Curt Riberdahl, 83, svensk jurist och professor.[269]
- 29 april – Erich Schriever, 95, schweizisk roddare.[270]
- 29 april – Maj Sjöwall, 84, svensk författare.[271]
- 30 april – Ragnar Jahn, 96, svensk skådespelare.[272]
- 30 april – Sam Lloyd, 56, amerikansk skådespelare (Scrubs, Desperate Housewives, etc).[273]

## Maj

Den tyske djurtämjaren och illusionisten Roy Horn avled 8 maj, 75 år gammal.

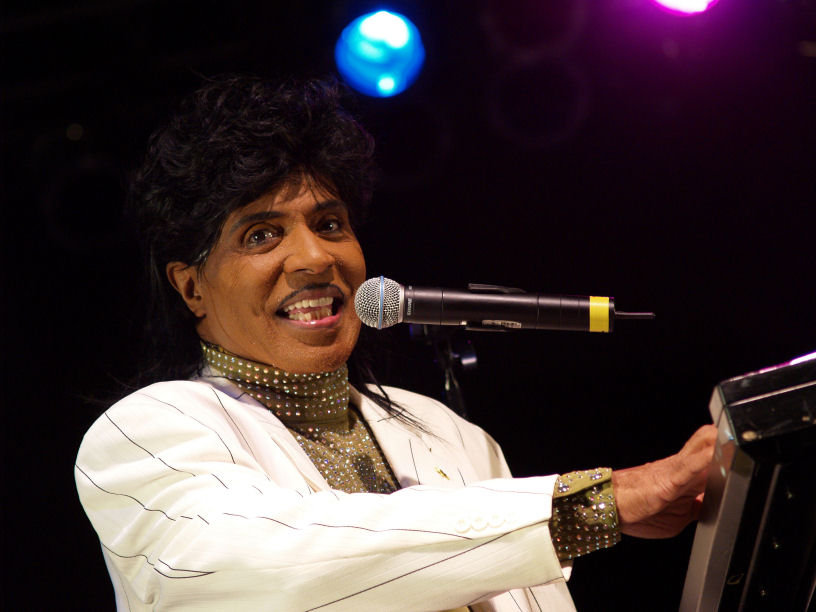
Den amerikanske musikern Little Richard avled 9 maj, 87 år gammal.

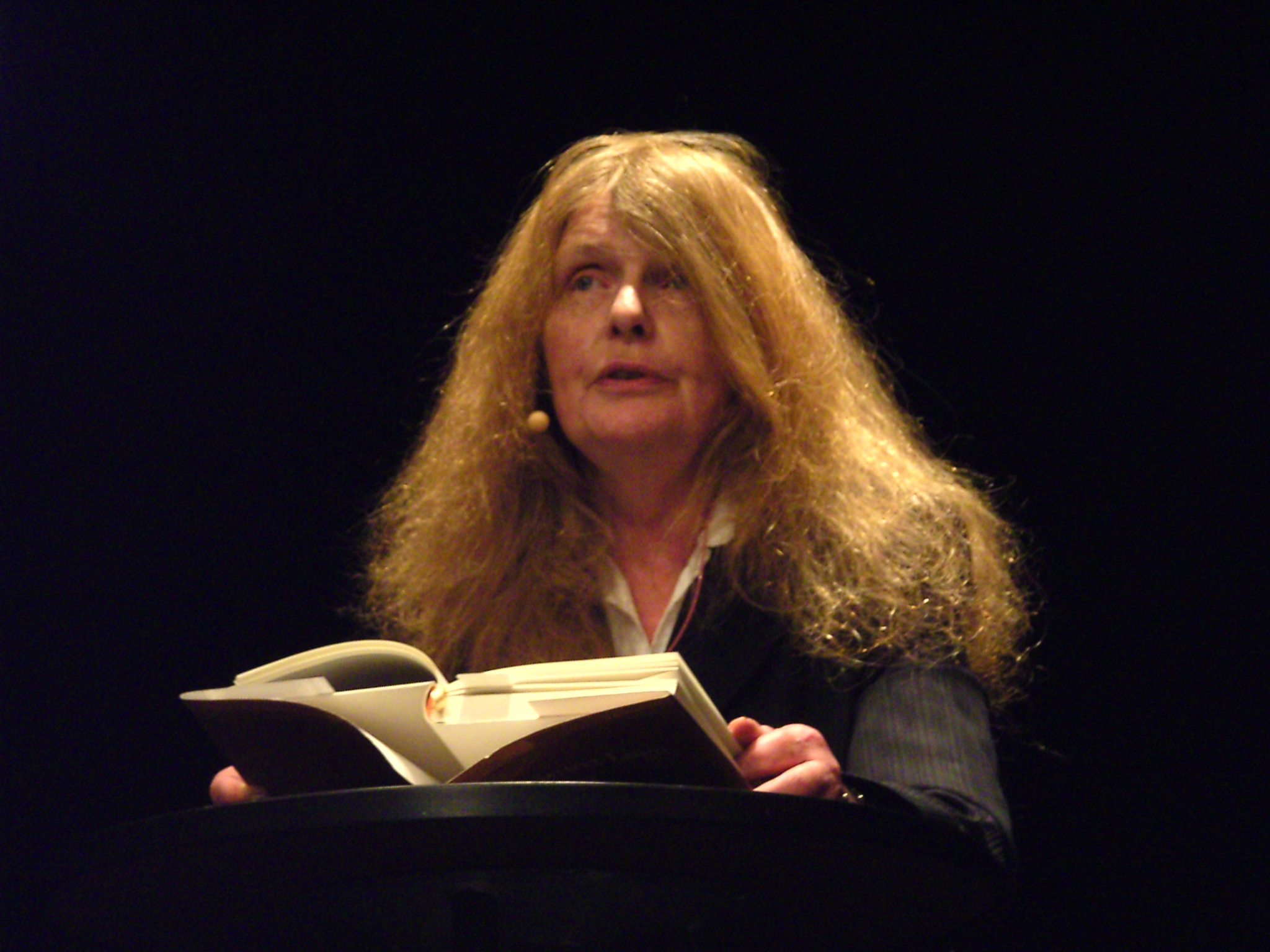
Den svenska författaren Kristina Lugn avled 9 maj, 71 år gammal.

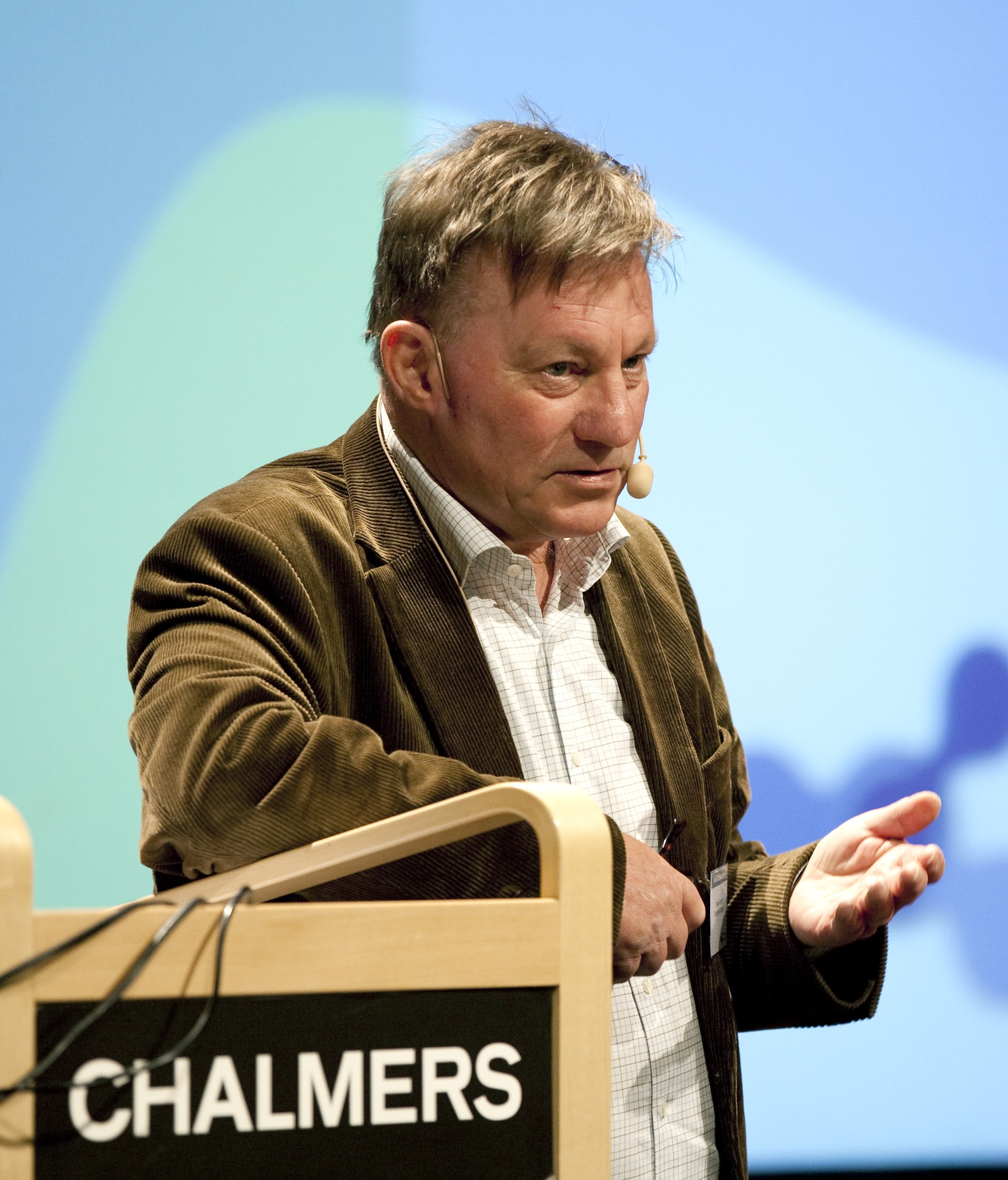
Den svenske advokaten Claes Borgström avled 15 maj, 75 år gammal.

- 1 maj – Antonina Ryzjova, 85, rysk (sovjetiskfödd) volleybollspelare, olympisk medaljör.[274]
- 2 maj – Tomas Ek, 63, finländsk redaktör och musiker.[275]
- 2 maj – Jan-Olof Strandberg, 93, svensk skådespelare, regissör och teaterchef.[276]
- 3 maj – John Ericson, 93, tyskfödd amerikansk skådespelare.[277]
- 3 maj – Dave Greenfield, 71, brittisk musiker (The Stranglers).[278]
- 3 maj – Bob Lander, 78, svensk sångare och musiker (The Spotnicks).[279]
- 3 maj – Matti Rinne, 85, finländsk publicist.[280]
- 4 maj – Gunnar Larsson, 80, svensk idrottsledare och s-politiker, ordförande för IFK Göteborg 1982–2001 och för Riksidrottsförbundet 2001–2005.[281]
- 4 maj – Anna Mohr, 75, svensk antikvarie, arkeolog och HBTQ-aktivist (bland annat inom RFSL).[282]
- 5 maj – Jan Halvarsson, 77, svensk längdskidåkare.[283]
- 5 maj – Millie Small, 73, jamaicansk sångare (My Boy Lollipop).[284]
- 6 maj – Brian Howe, 66, brittisk musiker (Bad Company).[285]
- 7 maj – Berit Gramer, 90, svensk skådespelare.[286]
- 8 maj – Erik Ahnborg, 95, svensk arkitekt.[287]
- 8 maj – Roy Horn, 75, tyskfödd amerikansk illusionist (Siegfried & Roy).[288]
- 8 maj – Ritva Valkama, 87, finländsk skådespelare.[289]
- 9 maj – Lena Josefsson, 63, svensk koreograf och dansare.[290]
- 9 maj – Little Richard, 87, amerikansk rock and roll-sångare, låtskrivare och pianist.[291]
- 9 maj – Kristina Lugn, 71, svensk författare, poet, dramatiker och ledamot av Svenska Akademien.[292]
- 9 maj – Geno Silva, 72, mexikansk-amerikansk skådespelare.[293]
- 9 maj – Anders R. Öhman, 94, svensk advokat och musikkännare.[294]
- 10 maj – Björner Torsson, 83, svensk arkitekt och poet.[295][296]
- 10 maj – Betty Wright, 66, amerikansk soul- och R&B-sångare.[297]
- 11 maj – Terry Erwin, 79, amerikansk entomolog.[298]
- 11 maj – Hutton Gibson, 101, amerikansk sedevakantistisk skribent och teoretiker och förintelseförnekare, far till Mel Gibson.[299]
- 11 maj – Moon Martin, 69, amerikansk sångare och låtskrivare.[300]
- 11 maj – Jerry Stiller, 92, amerikansk skådespelare och komiker (Seinfeld, etc).[301]
- 12 maj – Astrid Kirchherr, 81, tysk fotograf och konstnär.[302]
- 12 maj – Michel Piccoli, 94, fransk skådespelare.[303]
- 13 maj – Rolf Hochhuth, 89, tysk författare och dramatiker.[304]
- 13 maj – Lennart Svensson, 96, svensk socialdemokrat, journalist och chefredaktör.[305]
- 13 maj – Bo Swedberg, 89, svensk skådespelare.[306]
- 14 maj – Berith Bohm, 87, svensk operettsångare och skådespelare.[307][308]
- 14 maj – Phyllis George, 70, amerikansk sportkommentator och programledare, Miss America 1971, Kentuckys första dam 1979–1983.[309]
- 14 maj – Ronald Ludington, 85, amerikansk konståkare.[310]
- 14 maj – Pertti J. Neuvonen, 76, finländsk läkare och professor.[311]
- 15 maj – Claes Borgström, 75, svensk advokat, jämställdhetsombudsman 2000–2007.[312]
- 15 maj – Phil May, 75, brittisk rock- och R&B-sångare och låtskrivare (The Pretty Things).[313]
- 15 maj – Franco Nenci, 85, italiensk boxare.[314]
- 15 maj – Lynn Shelton, 54, amerikansk filmskapare.[315]
- 15 maj – Fred Willard, 86, amerikansk skådespelare och komiker.[316]
- 15 maj – Ye Yonglie, 79, kinesisk författare.[317]
- 16 maj – Henrik Pontén, 54, svensk jurist.[318]
- 17 maj – Peter Thomas, 94, tysk kompositör.[319]
- 17 maj – Claes-Håkan Westergren, 84, svensk skådespelare.[320]
- 18 maj – Marko Elsner, 60, slovensk (jugoslaviskfödd) fotbollsspelare.[321]
- 18 maj – Pelle Holmberg, 72, svensk biolog och svampexpert.[322]
- 18 maj – Saleh Abdullah Kamel, 78-79, saudisk affärsman och miljardär.[323]
- 19 maj – Malin Gjörup, 56, svensk operasångare, skådespelare och operachef.[324][325]
- 20 maj – Karl-Göran Mäler, 81, svensk ekonom.[326]
- 21 maj – Roberto Moya, 55, kubansk diskuskastare.[327]
- 21 maj – Oliver Williamson, 87, amerikansk ekonom, mottagare av Sveriges Riksbanks pris i ekonomisk vetenskap till Alfred Nobels minne 2009.[328]
- 22 maj – Ashley Cooper, 83, australisk tennisspelare.[329]
- 22 maj – Mory Kanté, 70, guineansk sångare och musiker.[330]
- 22 maj – Lars Åke Lundberg, 84, svensk präst, kompositör och vissångare.[331]
- 22 maj – Abdrirahmaan Sheikh Muhiadiin Eli, 49, svensk-somalisk imam, språklärare och samhällsdebattör.[332]
- 24 maj – Jean-Loup Dabadie, 81, fransk journalist, författare och manusförfattare.[333]
- 25 maj – George Floyd, 46, svart amerikansk man dödad vid ett uppmärksammat polisingripande.[334]
- 25 maj – Jackie Jakubowski, 68, svensk författare och journalist.[335]
- 25 maj – Vadão, 63, brasiliansk fotbollsspelare och -tränare.[336]
- 26 maj – Jon Hellevig, 58, finländsk advokat och affärsman.[337]
- 26 maj – Richard Herd, 87, amerikansk skådespelare.[338]
- 26 maj – Irm Hermann, 77, tysk skådespelare.[339]
- 26 maj – Floyd Hillman, 86, kanadensisk ishockeyspelare.[340]
- 27 maj – Sam Johnson, 89, amerikansk republikansk politiker, representanthusledamot 1991–2019.[341]
- 27 maj – Ingrid Sjöstrand, 97, svensk författare, journalist och debattör.[342][343]
- 28 maj – Bob Kulick, 70, amerikansk gitarrist och musikproducent.[344][345]
- 28 maj – Jan-Henrik Torselius, 92, svensk militär.[346]
- 29 maj – Alfred Kolleritsch, 89, österrikisk författare, poet, journalist och filosof.[347]
- 29 maj – Abderrahmane Youssoufi, 96, marockansk politiker, premiärminister 1998–2002.[348]
- 30 maj – Michael Angelis, 68, brittisk skådespelare och röstskådespelare.[349]
- 30 maj – Bobby Morrow, 84, amerikansk kortdistanslöpare.[350]
- 31 maj – Carina Boberg, 68, svensk skådespelare.[351][352]
- 31 maj – Christo, 84, bulgarisk-amerikansk konstnär.[353]

## Juni

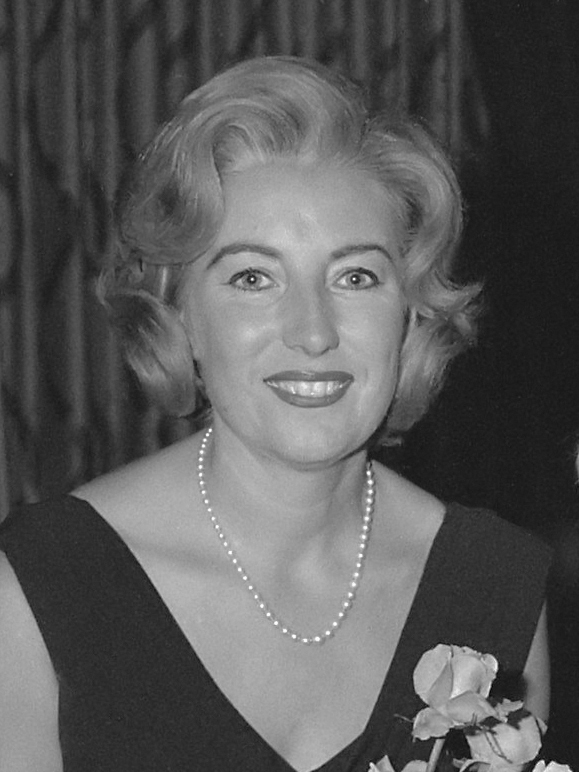
Den brittiska sångaren Vera Lynn avled 18 juni, 103 år gammal.

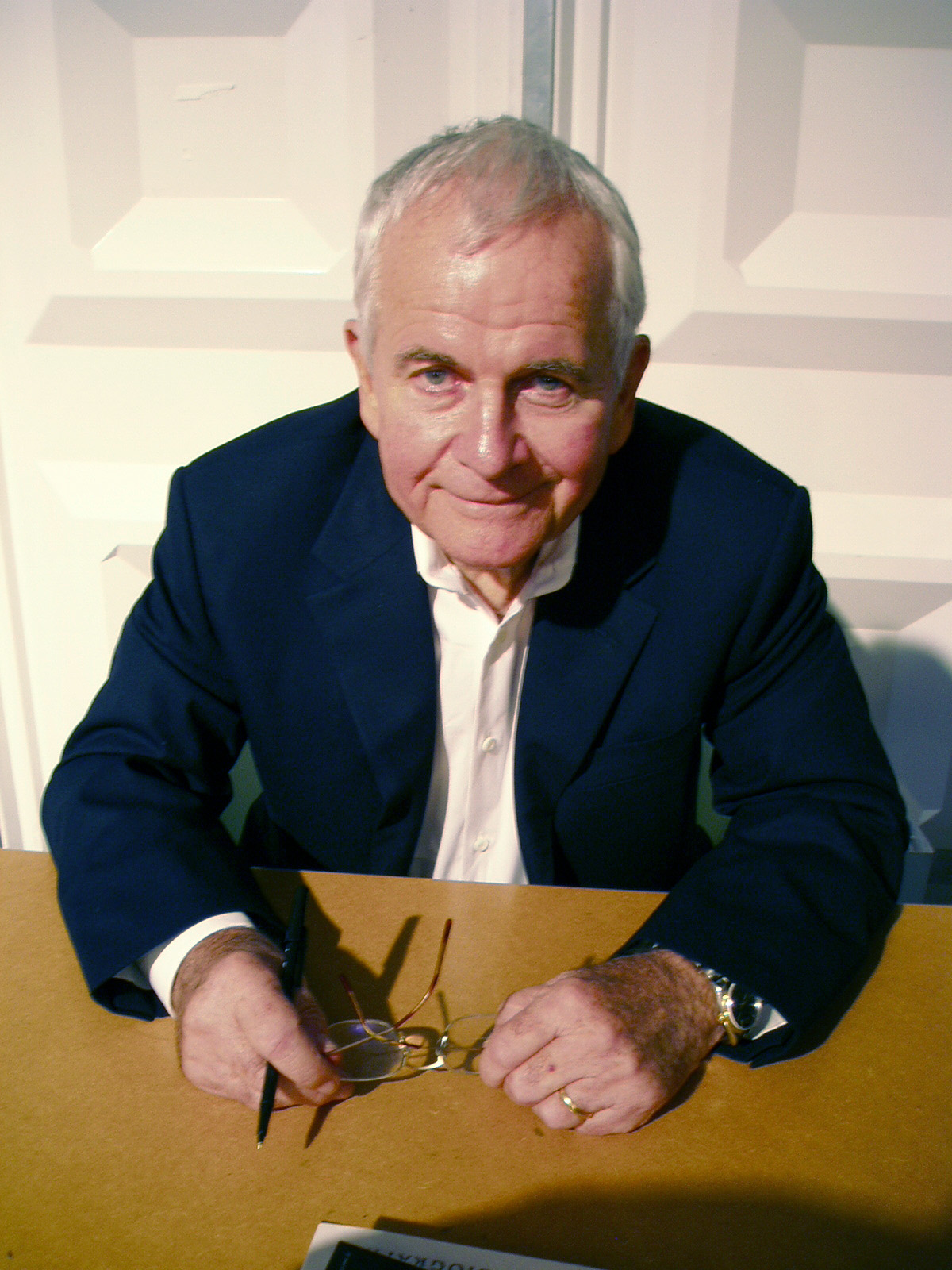
Den brittiske skådespelaren Ian Holm avled 19 juni, 88 år gammal.

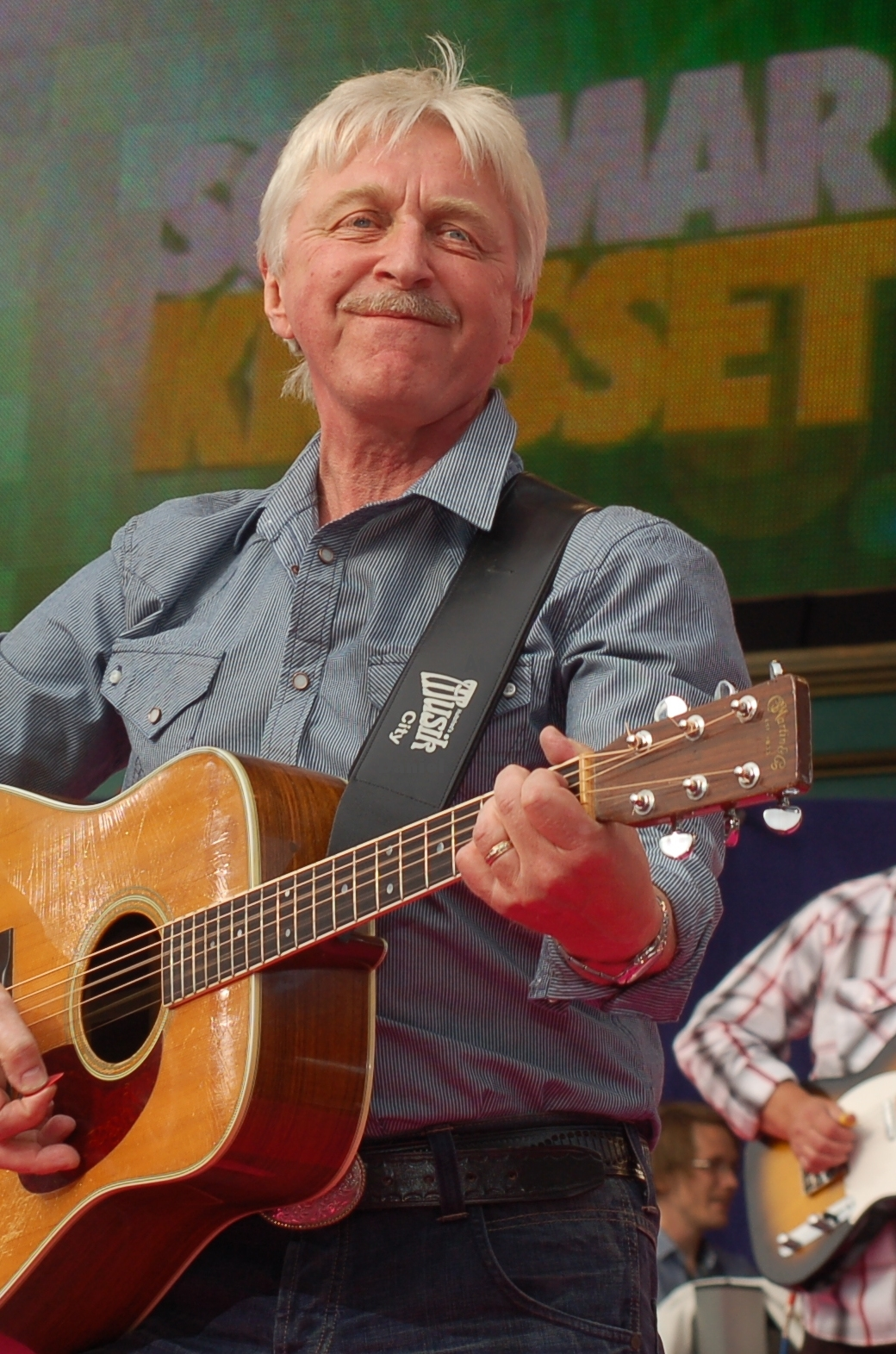
Den svenske musikern Mats Rådberg avled 27 juni, 72 år gammal.

- 1 juni – Lars Boberg, 91, svensk TV-producent.[354]
- 1 juni – Inga Edwards, 82, svensk skådespelare.[355]
- 2 juni – John Cuneo, 91, australisk seglare.[356]
- 2 juni – Gunnar Larson, 94, svensk konstnär och formgivare (Kulan).[357]
- 2 juni – Christopher "Chris" Trousdale, 34, amerikansk sångare, dansare och skådespelare (Dream Street).[358]
- 2 juni – Carlo Ubbiali, 90, italiensk roadracingförare.[359]
- 3 juni – Abdelmalek Droukdel, 50, algerisk militant islamist, emir och högste ledare för Al-Qaida i Islamiska Maghreb (AQIM).[360]
- 3 juni – István Kausz, 87, ungersk fäktare, olympisk mästare 1964.[361]
- 4 juni – Rupert Hine, 72, brittisk låtskrivare, musiker och musikproducent.[362][363]
- 4 juni – Steve Priest, 72, brittisk basist och sångare (The Sweet).[364]
- 4 juni – Peter Rademacher, 91, amerikansk boxare, olympisk mästare 1956.[365]
- 5 juni – Gunnel Werner, 78, svensk journalist och programledare.[366]
- 6 juni – Alf Nilsson, 80, svensk oboist och professor.[367]
- 7 juni – Jean Bolinder, 84, svensk författare, dramatiker och regissör.[368]
- 7 juni – Péter Marót, 75, ungersk fäktare.[369]
- 7 juni – Finn Poulsen, 76, dansk-svensk teaterregissör och teaterchef.[370][371]
- 7 juni – Edith Thallaug, 90, norsk-svensk operasångare (mezzosopran).[372][373]
- 7 juni – Tord Tjädersten, 63, svensk barnskådespelare.[374]
- 8 juni – Tobias Berggren, 80, svensk poet, översättare och litteraturkritiker.[375]
- 8 juni – Pierre Nkurunziza, 55, burundisk politiker, president 2005–2020.[376]
- 8 juni – Bonnie Pointer, 69, amerikansk sångare (The Pointer Sisters).[377]
- 8 juni – Lillemor Östlin, 79, svensk brottsling och författare, känd som "Hinsehäxan".[378]
- 9 juni – Paul Chapman, 66, brittisk (walesisk) rockgitarrist (UFO, etc).[379]
- 9 juni – Ödön Földessy, 90, ungersk längdhoppare.[380]
- 10 juni – Eppie Wietzes, 82, nederländskfödd kanadensisk racerförare.[381][382]
- 12 juni – William S. Sessions, 90, amerikansk statlig tjänsteman och domare, chef för FBI 1987–1993.[383]
- 12 juni – Torgny H. Svensson, 75, svensk farmakolog.[384]
- 12 juni – Ricky Valance, 84, brittisk (walesisk) sångare (Tell Laura I Love Her).[385]
- 13 juni – Jean Raspail, 94, fransk författare.[386]
- 14 juni – Doris Funcke, 78, svensk målare och skådespelare (Svenska hjärtan).[387]
- 16 juni – Knut Bohwim, 89, norsk skådespelare, produktionschef och regissör.[388]
- 16 juni – Roger Borniche, 101, fransk kriminalförfattare och tidigare polis.[389]
- 16 juni – Christer Åsberg, 79, svensk litteraturvetare och bibelöversättare.[390]
- 17 juni – Marlene Ahrens, 86, chilensk spjutkastare.[391]
- 17 juni – K. Anders Ericsson, 72, svensk psykolog.[392]
- 17 juni – Jean Kennedy Smith, 92, amerikansk diplomat och sista överlevande syskon till John F. Kennedy.[393]
- 17 juni – Willie Thorne, 66, brittisk snookerspelare och TV-kommentator.[394]
- 18 juni – Claus Biederstaedt, 91, tysk skådespelare.[395]
- 18 juni – Börje Johansson, 74, svensk ekonom.[396]
- 18 juni – Vera Lynn, 103, brittisk sångare (We'll Meet Again).[397]
- 19 juni – Ian Holm, 88, brittisk skådespelare (Alien, Triumfens ögonblick, Sagan om Ringen).[398]
- 19 juni – Carlos Ruiz Zafón, 55, spansk författare.[399]
- 20 juni – Hanna Hedman, 85, svensk skivproducent.[400]
- 21 juni – Ahmed Radhi, 56, irakisk fotbollsspelare och tränare.[401]
- 21 juni - Inger Rydén, 76, svensk målare, författare och illustratör.[402]
- 22 juni – Pierino Prati, 73, italiensk fotbollsspelare.[403]
- 22 juni – Joel Schumacher, 80, amerikansk filmregissör.[404]
- 24 juni – Marc Fumaroli, 88, fransk historiker och essäist.[405]
- 24 juni – Gösta Ågren, 83, finländsk författare, poet, regissör och litteraturvetare.[406]
- 26 juni – Kelly Asbury, 60, amerikansk animatör och filmregissör.[407]
- 26 juni – Milton Glaser, 91, amerikansk grafisk designer.[408]
- 27 juni – Belaid Abdessalam, 91, algerisk politiker, premiärminister 1992–1993.[409]
- 27 juni – Linda Cristal, 89, argentinsk-amerikansk skådespelare.[410]
- 27 juni – Mats Rådberg, 72, svensk countrysångare och kompositör.[411]
- 28 juni – Rudolfo Anaya, 82, amerikansk författare.[412]
- 29 juni – Hachalu Hundessa, 34, etiopisk sångare, låtskrivare och aktivist.[413]
- 29 juni – Johnny Mandel, 94, amerikansk kompositör och arrangör.[414]
- 29 juni – Carl Reiner, 98, amerikansk komiker, skådespelare, manusförfattare och filmregissör.[415]
- 30 juni – Ida Haendel, 91, polsk-brittisk violinist.[416]

## Juli

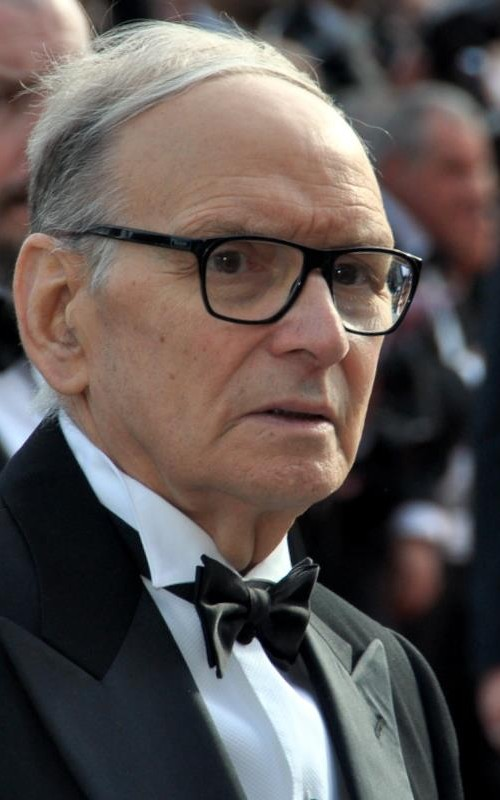
Den italienske kompositören Ennio Morricone avled 6 juli, 91 år gammal.

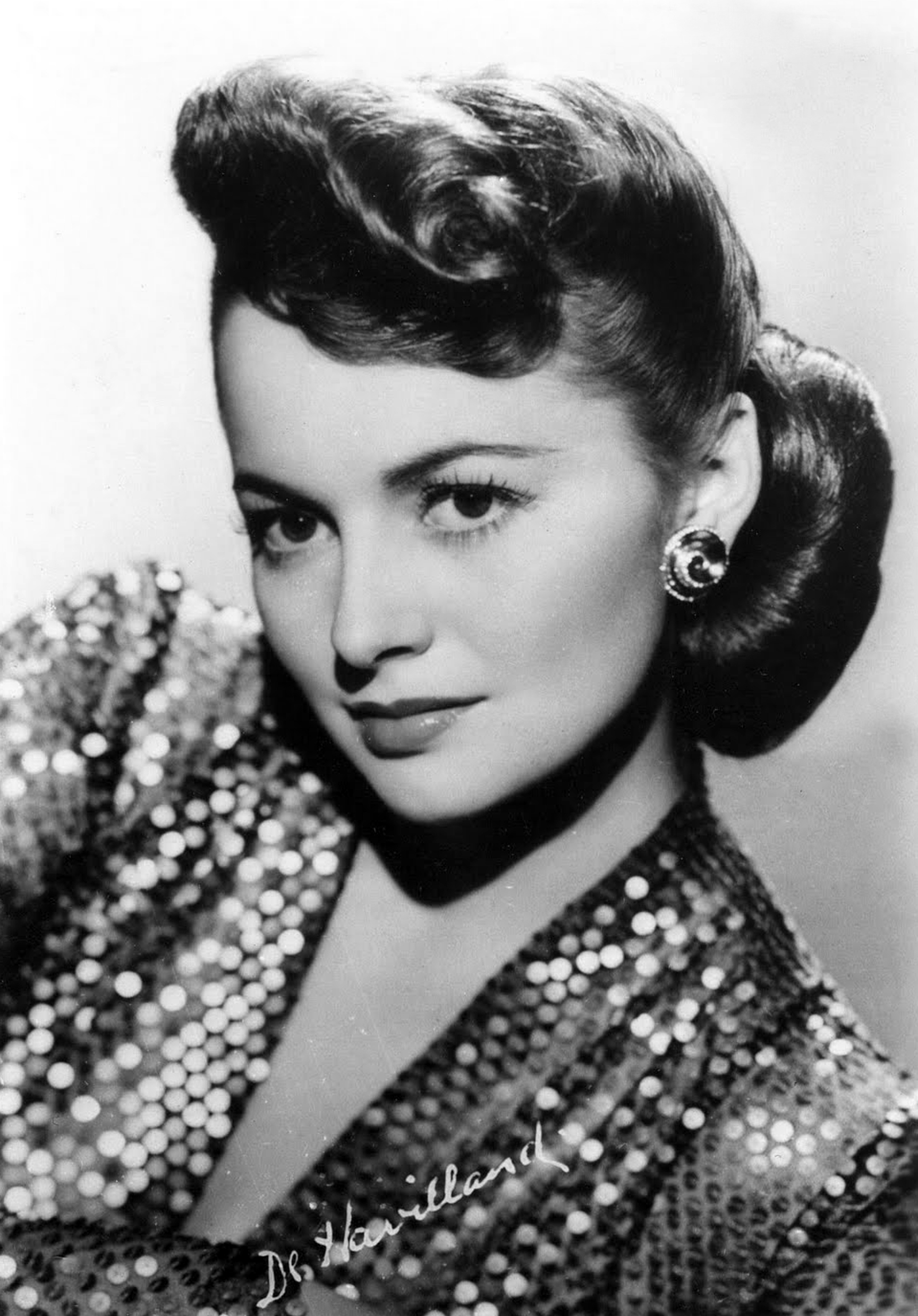
Den brittisk-amerikanska skådespelaren Olivia de Havilland avled 26 juli, 104 år gammal.

- 1 juli – Beate Grimsrud, 57, norsk författare och dramatiker.[417]
- 1 juli – Emmanuel Rakotovahiny, 81, madagaskisk politiker, premiärminister 1995–1996.[418]
- 3 juli – Earl Cameron, 102, brittisk skådespelare.[419]
- 3 juli – Pers Hans Olsson, 77, svensk folkmusiker och spelman.[420]
- 4 juli – Anders Frigell, 77, svensk jurist och advokat.[421]
- 5 juli – Nick Cordero, 41, kanadensisk skådespelare.[422]
- 5 juli – Willi Holdorf, 80, tysk friidrottare.[423]
- 5 juli – Volodymyr Trosjkin, 72, ukrainsk (sovjetiskfödd) fotbollsspelare och tränare.[424]
- 6 juli – Ronald Graham, 84, amerikansk matematiker.[425]
- 6 juli – Juris Kronbergs, 73, lettisk-svensk poet och översättare.[426]
- 6 juli – Ennio Morricone, 91, italiensk kompositör.[427]
- 8 juli – Amadou Gon Coulibaly, 61, ivoriansk politiker, premiärminister sedan 2017.[428]
- 8 juli – Finn Christian Jagge, 54, norsk alpin skidåkare.[429]
- 8 juli – Wayne Mixson, 98, amerikansk demokratisk och senare republikansk politiker, Floridas interimsguvernör 1987.[430]
- 8 juli – Naya Rivera, 33, amerikansk skådespelare (Glee, etc).[431]
- 9 juli – Antonio Krastev, 59, bulgarisk tyngdlyftare, världsmästare 1985 och 1986.[432]
- 9 juli – Park Won-soon, 64, sydkoreansk politiker, borgmästare i Seoul sedan 2011.[433]
- 10 juli – Jack Charlton, 85, brittisk fotbollsspelare och manager.[434]
- 10 juli – Lara van Ruijven, 27, nederländsk short track-skridskoåkare.[435]
- 11 juli – Tõnu Puu, 83, estländsk-svensk ekonom.[436]
- 12 juli – Kelly Preston, 57, amerikansk skådespelare.[437]
- 12 juli – Henrik Ripa, 52, svensk riksdagsman och politiker.[438]
- 12 juli – Arne Rousi, 88, finländsk botaniker och professor.[439]
- 12 juli – Lajos Szűcs, 76, ungersk fotbollsspelare.[440]
- 13 juli – Grant Imahara, 49, amerikansk elektroingenjör och robotbyggare.[441]
- 14 juli – Adalet Ağaoğlu, 90, turkisk författare och dramatiker.[442]
- 15 juli – Elias Farkouh, 72, jordansk författare.[443]
- 16 juli – Jamie Oldaker, 68, amerikansk trummis.[444]
- 17 juli – Zizi Jeanmaire, 96, fransk balettdansare.[445]
- 17 juli – John Lewis, 80, amerikansk medborgarrättskämpe, representanthusledamot sedan 1987.[446]
- 17 juli – Ron Tauranac, 95, brittisk-australisk ingenjör och racingbil-konstruktör.[447]
- 18 juli – Juan Marsé, 87, spansk författare, manusförfattare och journalist.[448]
- 18 juli – Ali Mirzai, 91, iransk tyngdlyftare.[449]
- 18 juli – Haruma Miura, 30, japansk skådespelare.[450]
- 18 juli – Keith Sonnier, 78, amerikansk skulptör och konstnär.[451]
- 19 juli – Nikolaj Tanajev, 74, kirgisisk politiker, premiärminister 2002–2005.[452]
- 20 juli – Michael Brooks, 36, amerikansk politisk kommentator inom progressiv vänster, bland annat på The Majority Report With Sam Seder.[453]
- 20 juli – Lone Dybkjær, 80, dansk politiker, miljöminister 1988–1990 och senare europaparlamentariker.[454]
- 20 juli – Adam Inczédy-Gombos, 80, svensk fotograf, författare, översättare och skådespelare.[455]
- 20 juli – Doug Rogers, 79, kanadensisk judoutövare.[456]
- 21 juli – Bo "Kulon" Lennartsson, 65, svensk ishockeytränare och ishockeyspelare.[457]
- 21 juli – Kansai Yamamoto, 76, japansk modedesigner.[458]
- 22 juli – Aleksandr Gusev, 73, rysk ishockeyspelare, olympisk guldmedaljör 1976.[459]
- 23 juli – Hassan Brijany, 59, svensk skådespelare.[460]
- 23 juli – Ove König, 70, svensk skridskoåkare.[461]
- 24 juli – Ben Jipcho, 77, kenyansk friidrottare.[462]
- 24 juli – Stig Larsson, 88, svensk civilingenjör och generaldirektör.[463]
- 24 juli – Benjamin Mkapa, 81, tanzanisk politiker, president 1995–2005.[464]
- 24 juli – Regis Philbin, 88, amerikansk TV-programledare, skådespelare och sångare.[465]
- 25 juli – Jim Frick, 68, svensk travtränare och travkusk.[466]
- 25 juli – Peter Green, 73, brittisk gitarrist och låtskrivare (Fleetwood Mac, etc).[467]
- 25 juli – John Saxon, 83, amerikansk skådespelare.[468]
- 25 juli – Eddie Shack, 83, kanadensisk ishockeyspelare.[469]
- 26 juli – Olivia de Havilland, 104, brittisk-amerikansk skådespelare.[470][471]
- 26 juli – Hans-Jochen Vogel, 94, tysk socialdemokratisk politiker, partiledare för SPD 1987–1991 och justitieminister 1974–1981.[472]
- 27 juli – Owen Arthur, 70, barbadisk politiker, premiärminister 1994–2008.[473]
- 27 juli – Lars-Göran Carlsson (skytt), 71, svensk sportskytt.[474]
- 27 juli – Mohammad Asad Malik, 78, pakistansk landhockeyspelare.[475]
- 28 juli – Aleksandr Aksinin, 65, rysk friidrottare.[476]
- 28 juli – Bent Fabric, 95, dansk pianist och kompositör.[477]
- 28 juli – Gisèle Halimi, 93, tunisisk-fransk jurist och feminist.[478]
- 29 juli – Anatolij Fedyjukin, 69, rysk handbollsspelare.[479]
- 29 juli – Joe E. Kernan, 74, amerikansk demokratisk politiker, guvernör i Indiana 2003–2005.[480]
- 30 juli – Ann Bergman, 57, svensk professor.[481]
- 30 juli – Herman Cain, 74, amerikansk affärsman, radiopratare och republikansk politiker.[482]
- 30 juli – Nils Nisbel, 87, svensk silversmed.[483]
- 30 juli – Lee Teng-hui, 97, taiwanesisk politiker, president 1988–2000.[484]
- 31 juli – Alan Parker, 76, brittisk filmregissör.[485]
- 31 juli – Stephen Tataw, 57, kamerunsk fotbollsspelare.[486]

## Augusti

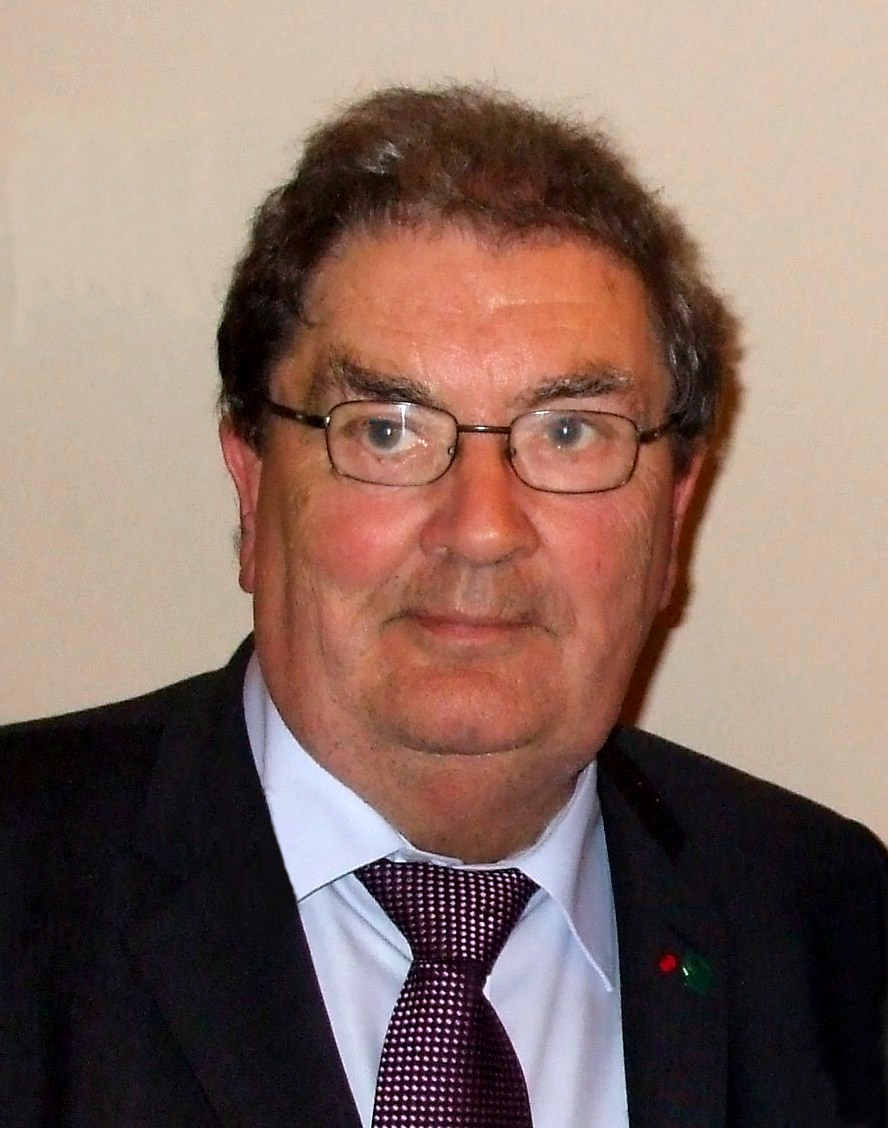
Den nordirländske politikern och fredspristagaren John Hume avled 3 augusti, 83 år gammal.

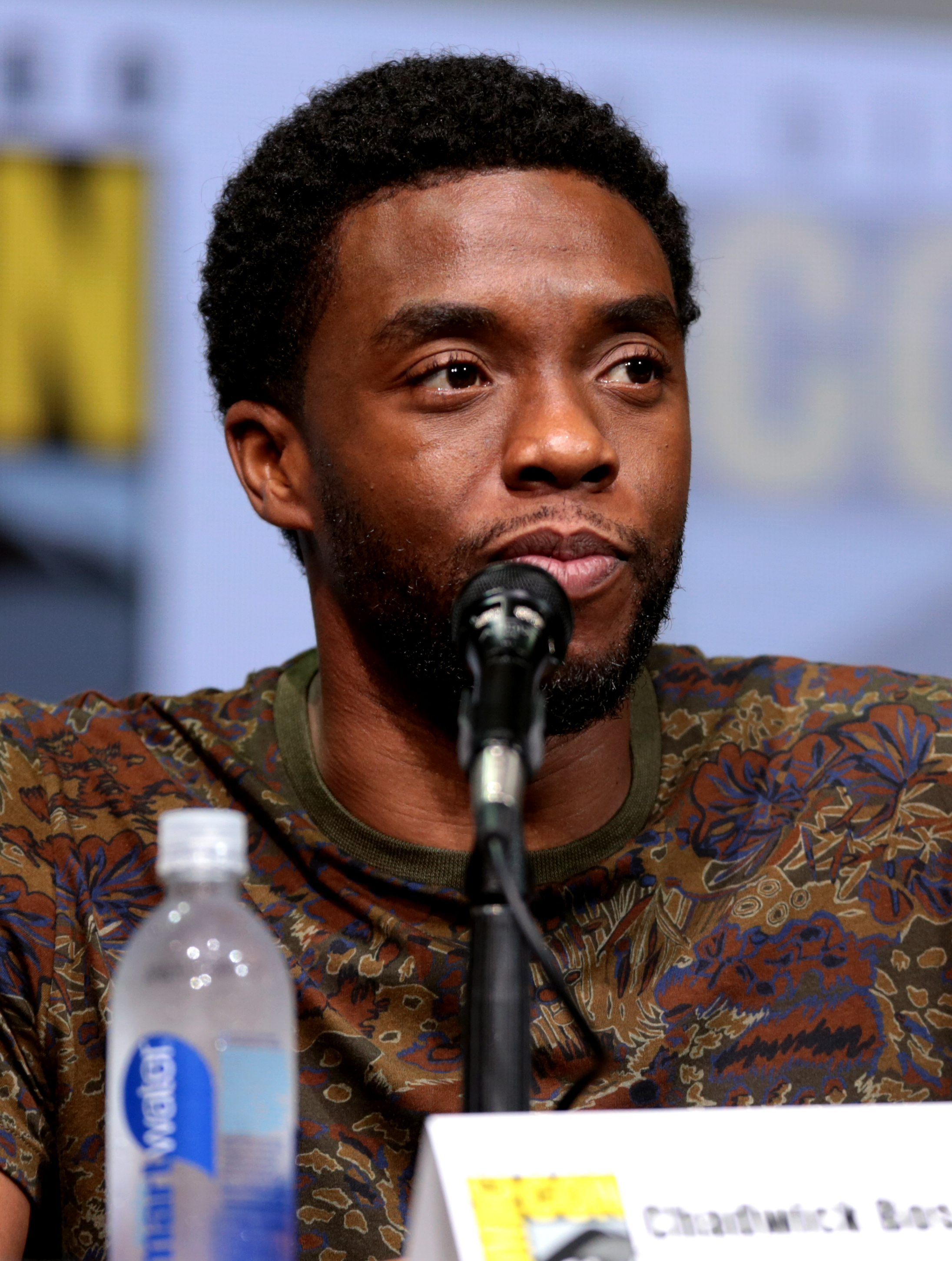
Den amerikanske skådespelaren Chadwick Boseman avled 28 augusti, 43 år gammal.

- 1 augusti – Wilford Brimley, 85, amerikansk skådespelare.[487]
- 1 augusti – Reni Santoni, 82, amerikansk skådespelare.[488]
- 2 augusti – Zjaksilijk Usjkempirov, 69, kazakisk (sovjetiskfödd) brottare.[489]
- 3 augusti – Ernesto Brambilla, 86, italiensk roadracing- och racerförare.[490]
- 3 augusti – Shirley Ann Grau, 91, amerikansk författare.[491]
- 3 augusti – John Hume, 83, nordirländsk politiker, mottagare av Nobels fredspris 1998.[492]
- 4 augusti – Frances E. Allen, 88, amerikansk datavetare och matematiker.[493]
- 5 augusti – Agathonas Iakovidis, 65, grekisk folksångare och musiker.[494]
- 6 augusti – Wilbert McClure, 81, amerikansk boxare, olympisk mästare i lätt mellanvikt 1960.[495]
- 6 augusti – Brent Scowcroft, 95, amerikansk nationell säkerhetsrådgivare 1975–1977 och 1989–1993.[496]
- 6 augusti – Bernard Stiegler, 68, fransk filosof.[497]
- 7 augusti – Lê Khả Phiêu, 88, vietnamesisk politiker, genaralsekreterare för Vietnams kommunistiska parti 1997–2001.[498]
- 8 augusti – Jean Stewart, 89, nyzeeländsk simmare.[499]
- 9 augusti – Martin Birch, 71, brittisk musikproducent.[500]
- 9 augusti – Göran Forsmark, 65, svensk skådespelare.[501][502]
- 9 augusti – Kurt Johansson, 93, svensk ämbetsman.[503]
- 9 augusti – Kamala, 70, amerikansk fribrottare.[504]
- 10 augusti – Imre Farkas, 85, ungersk kanotist.[505]
- 11 augusti – Russell Kirsch, 91, amerikansk ingenjör och datavetare.[506]
- 11 augusti – Trini López, 83, amerikansk sångare och skådespelare.[507]
- 11 augusti – Sumner Redstone, 97, amerikansk mediamagnat.[508]
- 12 augusti – Gergely Kulcsár, 86, ungersk spjutkastare.[509]
- 14 augusti – Julian Bream, 87, brittisk klassisk gitarrist och lutspelare.[510]
- 14 augusti – Ewa Demarczyk, 79, polsk sångare och poet.[511]
- 14 augusti – Carl Olof Nyman, 88, svensk direktör och talesperson för rättigheterna efter Astrid Lindgrens verk.[512]
- 14 augusti – Gunnar Söder, 92, svensk socionom, ämbetsman och centerpartistisk politiker.[513]
- 14 augusti – James R. Thompson, 84, amerikansk republikansk politiker, guvernör i Illinois 1977–1991.[514]
- 14 augusti – Pete Way, 69, brittisk rockbasist (UFO, Waysted, Fastway).[515]
- 15 augusti – Angela Buxton, 85, brittisk tennisspelare.[516][517]
- 16 augusti – Kjell Werner, 100, svensk militär.[518]
- 16 augusti – Chilla Porter, 84, australisk höjdhoppare och politiker.[519]
- 17 augusti – Folke Alnevik, 100, svensk friidrottare och olympisk medaljör.[520]
- 18 augusti – Hans Cavalli-Björkman, 92, svensk bankman, ordförande i Malmö FF 1975–1998.[521]
- 18 augusti – Ben Cross, 72, brittisk skådespelare (Triumfens ögonblick, etc).[522]
- 18 augusti – Dale Hawerchuk, 57, kanadensisk ishockeyspelare.[523]
- 19 augusti – Gheorghe Dogărescu, 60, rumänsk handbollsspelare.[524]
- 19 augusti – Slade Gorton, 92, amerikansk republikansk politiker, senator 1981–1987 och 1989–2001.[525]
- 19 augusti – Oloph Hansson, 91, svensk journalist och TV-chef.[526]
- 19 augusti – Borys Paton, 101, ukrainsk (sovjetiskfödd) vetenskapsman.[527]
- 19 augusti – Ágnes Simon, 85, ungersk bordtennisspelare.[528]
- 20 augusti – Justin Townes Earle, 38, amerikansk låtskrivare, sångare och musiker.[529]
- 21 augusti – Aldo Aureggi, 88, italiensk fäktare.[530]
- 21 augusti – Tomasz Tomiak, 52, polsk roddare.[531]
- 22 augusti – Ulla Pia, 75, dansk sångare.[532]
- 22 augusti – Allan Rich, 94, amerikansk skådespelare.[533]
- 23 augusti – Rolf Gohs, 86, svensk illustratör och serietecknare.[534]
- 23 augusti – Bengt Roslund, 90, svensk TV-producent.[535]
- 24 augusti – Harold Best, 82, brittisk labour-politiker, parlamentsledamot 1997–2005.[536]
- 24 augusti – Håkan Holmberg, 69, svensk chefredaktör och politiker.[537]
- 24 augusti – Pascal Lissouba, 88, brazzaville-kongolesisk politiker, president 1992–1997.[538]
- 25 augusti – Erik Allardt, 95, finlandssvensk sociolog och akademiker.[539]
- 25 augusti – Mónica Jiménez, 79, chilensk kristdemokratisk politiker, utbildningsminister 2008–2010 och ambassadör i Israel sedan 2016.[540]
- 25 augusti – Roine Carlsson, 82, svensk politiker (S), bitr. industriminister 1982–1985, försvarsminister 1985–1991[541][542]
- 26 augusti – Gerald P. Carr, 88, amerikansk astronaut.[543]
- 26 augusti – André-Paul Duchâteau, 95, belgisk serieskapare.[544]
- 27 augusti – Karin Löfdahl, 85, svensk bibliotekarie och översättare.[545]
- 28 augusti – Gudrun Arenander, 99, svensk diskuskastare.[546]
- 28 augusti – Chadwick Boseman, 43, amerikansk skådespelare.[547]
- 28 augusti – Jan Klenberg, 88, finländsk militär, kommendör.[548]
- 28 augusti – Assar Lindbeck, 90, svensk nationalekonom.[549]
- 29 augusti – Jürgen Schadeberg, 89, tyskfödd sydafrikansk fotograf.[550]
- 30 augusti – Daddy Boastin’, 61, svensk raggae- och rap-artist.[551]
- 30 augusti – Ib Lanzky-Otto, 80, dansk valthornist, verksam i Sverige sedan 1961.
- 31 augusti – Pranab Mukherjee, 84, indisk politiker, president 2012–2017 och försvarsminister 2004–2006.[552]

## September

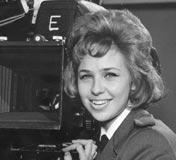
Den svenska sångaren Anita Lindblom avled 6 september, 82 år gammal.

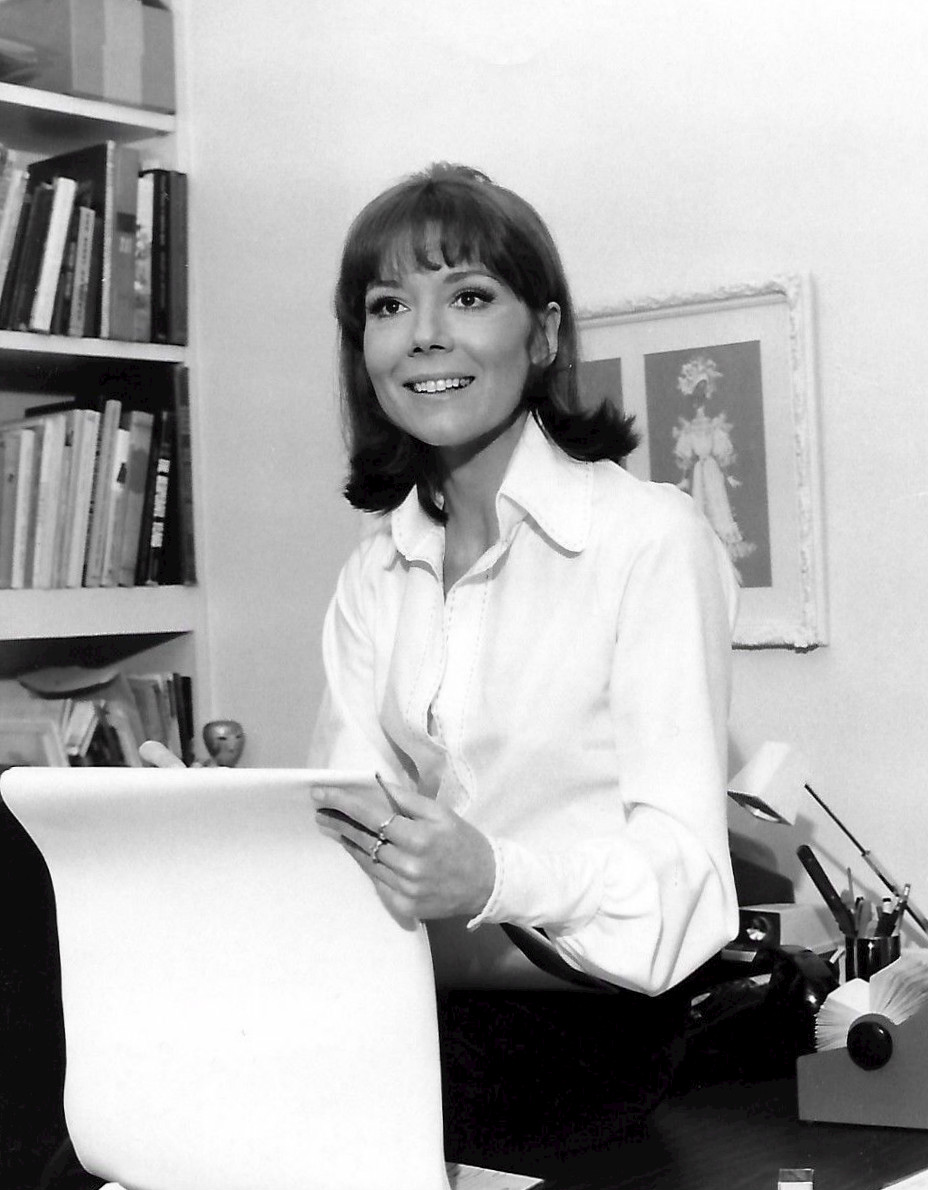
Den brittiska skådespelaren Diana Rigg avled 10 september, 82 år gammal.

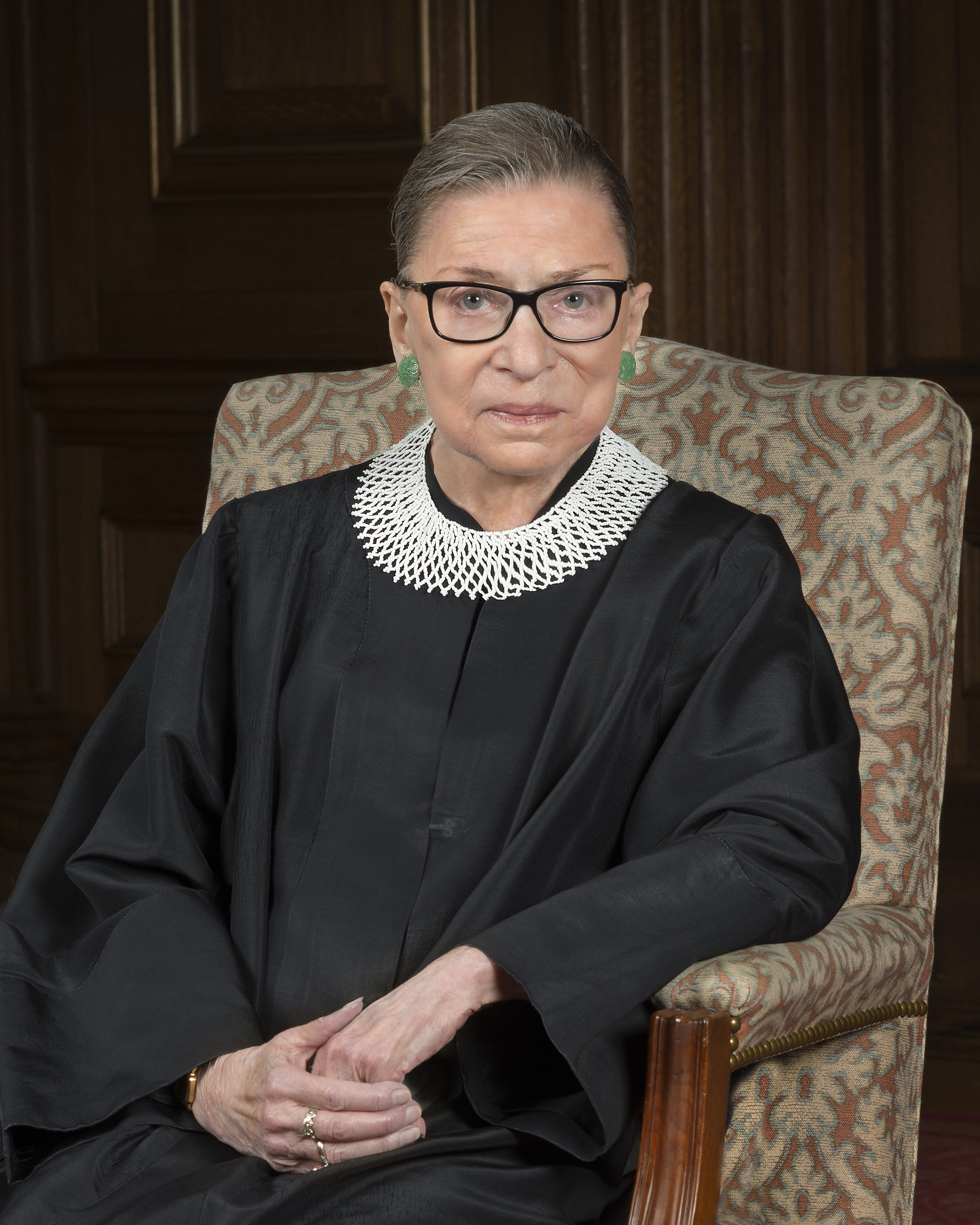
Den amerikanska juristen Ruth Bader Ginsburg avled 18 september, 87 år gammal.

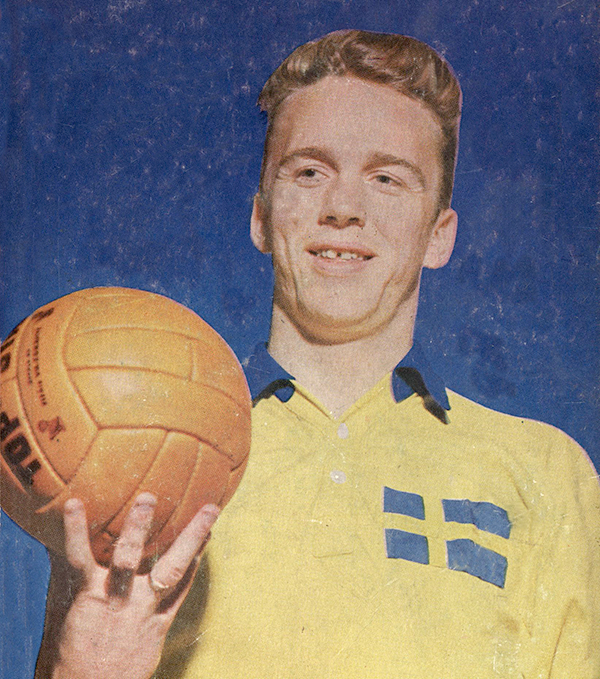
Den svenske fotbollsspelaren Agne Simonsson avled 22 september, 84 år gammal.

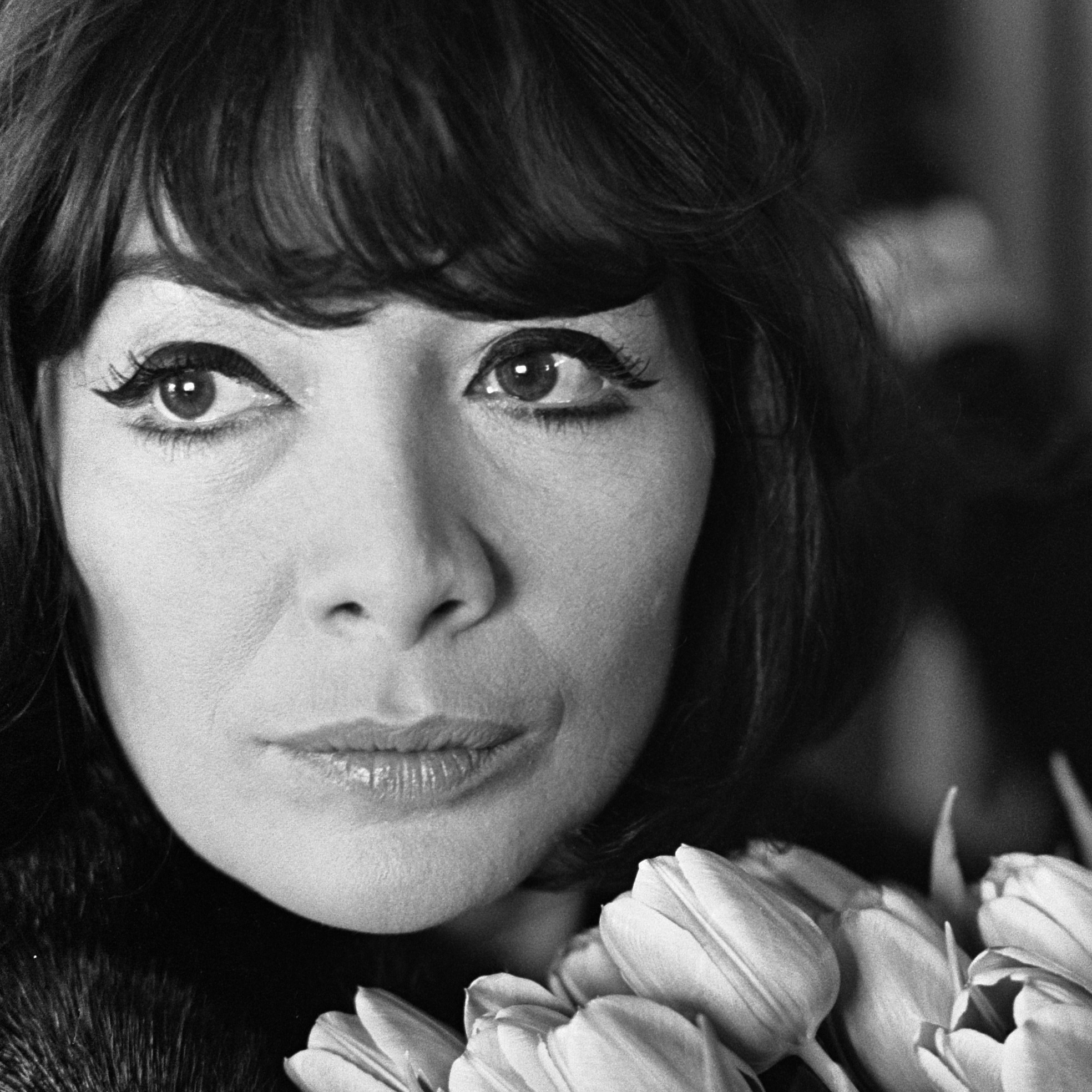
Den franska sångaren och skådespelaren Juliette Gréco avled 23 september, 93 år gammal.

- 1 september – Folke Rehnström, 77, svensk militär.[553]
- 1 september – Jerzy Szczakiel, 71, polsk speedwayförare, världsmästare 1973.[554]
- 2 september – David Graeber, 59, amerikansk antropolog och anarkist.[555]
- 2 september – Khang Khek Ieu, även känd som Kamrat Duch, 77, kambodjansk röda khmer-ledare och dömd krigsförbrytare, chef för det beryktade fängelset Tuol Sleng.[556]
- 2 september – William Yorzyk, 87, amerikansk simmare, olympisk guldmedaljör 1956.[557]
- 4 september – Gary Peacock, 85, amerikansk jazzbasist.[558]
- 4 september – Carl-Henning Wijkmark, 85, svensk författare, översättare och litteraturkritiker.[559]
- 5 september – Jiří Menzel, 82, tjeckisk filmregissör och manusförfattare.[560]
- 6 september – Joan Blackham, 74, brittisk skådespelare.[561]
- 6 september – Achmat Dangor, 71, sydafrikansk författare och politisk aktivist.[562]
- 6 september – Christiane Eda-Pierre, 88, fransk sopran.[563]
- 6 september – Lennart Forsberg, 92, svensk fotbollsspelare (GIF Sundsvall, Djurgården).[564][565]
- 6 september – Anita Lindblom, 82, svensk sångare.[566]
- 8 september – Ronald Harwood, 85, sydafrikansk författare, dramatiker och manusförfattare.[567]
- 8 september – Vexi Salmi, 77, finländsk sångtextförfattare.[568]
- 9 september – Ronald Bell, 68, amerikansk sångare, musiker och låtskrivare (Kool and the Gang).[569]
- 9 september – George Bizos, 92, sydafrikansk människorättsadvokat och anti-apartheidkämpe.[570]
- 9 september – Alan Minter, 69, brittisk boxare.[571]
- 10 september – Carl Björeman, 96, svensk militär.[572]
- 10 september – Diana Rigg, 82, brittisk skådespelare.[573]
- 10 september – Ossi Somma, 94, finländsk skulptör.[574]
- 11 september – Roger Carel, 93, fransk skådespelare och röstskådespelare.[575]
- 11 september – Toots Hibbert, 77, jamaicansk reggaemusiker.[576]
- 12 september – Navid Afkari, 26–27, iransk brottare och politisk aktivist.[577]
- 12 september – Terence Conran, 88, brittisk designer och krögare.[578]
- 12 september – Barbara Jefford, 90, brittisk skådespelare.[579]
- 13 september – John Ferris, 71, amerikansk simmare.[580]
- 13 september – Lars Idermark, 63, svensk företagsledare, bl.a styrelseordförande i Swedbank 2016–2019.[581]
- 13 september – Raghuvansh Prasad Singh, 74, indisk politiker, minister för landsbygdsutveckling 2008–2009.[582]
- 13 september – Bim Warne (Bim Vreeswijk), 82, svensk skådespelare, hustru till Cornelis Vreeswijk 1970–1977.[583]
- 14 september – Al Kasha, 83, amerikansk kompositör av filmmusik.[584]
- 15 september – Momčilo Krajišnik, 75, bosnienserbisk politiker och dömd krigsförbrytare.[585]
- 15 september – Moussa Traoré, 83, malisk militär och politiker, president 1968–1991.[586]
- 16 september – Stanley Crouch, 74, amerikansk musikkritiker, författare och poet.[587]
- 16 september – Enrique Irazoqui, 76, spansk skådespelare.[588]
- 17 september – Birger Folke, 84, svensk expertkommentator och tennisspelare.[589]
- 17 september – Terry Goodkind, 72, amerikansk fantasyförfattare (Sanningens svärd).[590]
- 17 september – Winston Groom, 77, amerikansk författare (Forrest Gump).[591]
- 18 september – Ruth Bader Ginsburg, 87, amerikansk jurist, domare i USA:s högsta domstol sedan 1993.[592]
- 18 september – Heikki A. Reenpää, 98, finländsk förläggare.[593]
- 19 september – Lee Kerslake, 73, brittisk trummis (bl.a med Uriah Heep).[594]
- 19 september – Al Langlois, 85, kanadensisk ishockeyspelare.[595]
- 19 september – John Turner, 91, kanadensisk politiker, premiärminister 1984 och finansminister 1972–1975.[596][597]
- 20 september – Michael Chapman, 84, amerikansk filmfotograf och filmregissör.[598]
- 21 september – Arthur Ashkin, 98, amerikansk fysiker, nobelpristagare 2018.[599]
- 21 september – Roy Head, 79, amerikansk sångare och låtskrivare.[600]
- 21 september – Lars-Åke Lagrell, 80, svensk fotbollsledare och landshövding.[601]
- 21 september – Michael Lonsdale, 89, fransk skådespelare.[602]
- 21 september – Bob Nevin, 82, kanadensisk ishockeyspelare.[603]
- 21 september – Robert Freeman Smith, 89, amerikansk republikansk politiker, representanthusledamot 1983–1995 och 1997–1999.[604]
- 21 september – Sune Wehlin, 97, svensk modern femkampare.[605]
- 22 september – Gunnar Broman, 92, svensk reklamman.[606]
- 22 september – Agne Simonsson, 84, svensk fotbollsspelare och -tränare, VM-silver 1958, vinnare av Guldbollen och Bragdguldet 1959.[607]
- 23 september – Juliette Gréco, 93, fransk sångare och skådespelare.[608]
- 23 september – W.S. Holland, 85, amerikansk trummis.[609]
- 23 september – Zlatko Portner, 58, serbisk handbollsspelare.[610]
- 25 september – Georg Walls, 87, finländsk sociolog och professor.[611]
- 26 september – John D. Barrow, 67, brittisk kosmolog, teoretisk fysiker och matematiker.[612]
- 28 september – Frédéric Devreese, 91, belgisk kompositör.[613]
- 29 september – Mac Davis, 78, amerikansk countrymusiker, låtskrivare och skådespelare.[614]
- 29 september – Rocco Prestia, 69, amerikansk funkbasist (Tower of Power).[615]
- 29 september – Helen Reddy, 78, australisk singer-songwriter och skådespelare.[616]
- 29 september – Sabah al-Ahmad al-Jabir as-Sabah, 91, kuwaitisk monark, diplomat och politiker; regerande emir 2006–2020, premiärminister 2003–2006 och utrikesminister 1963–2003.[617]
- 29 september – Lars G. Sandberg, 81, svensk-amerikansk professor i ekonomisk historia.[618][619][620]
- 29 september – Sune Sylvén, 80, svensk journalist, sportkrönikör och sekreterare för Bragdnämnden.[621][622]
- 30 september – Ali Bozer, 95, turkisk politiker och diplomat, premiärminister 1989.[623]
- 30 september – Nils Carlson, 87, svensk arkitekt.[624]
- 30 september – Emyr Humphreys, 101, brittisk (walesisk) författare och poet.[625]
- 30 september – Pia Juul, 58, dansk poet, prosaist och dramatiker.[626]
- 30 september – Quino, 88, argentinsk serieskapare (Mafalda).[627]
- 30 september – Frank Windsor, 92, brittisk skådespelare.[628]

## Oktober

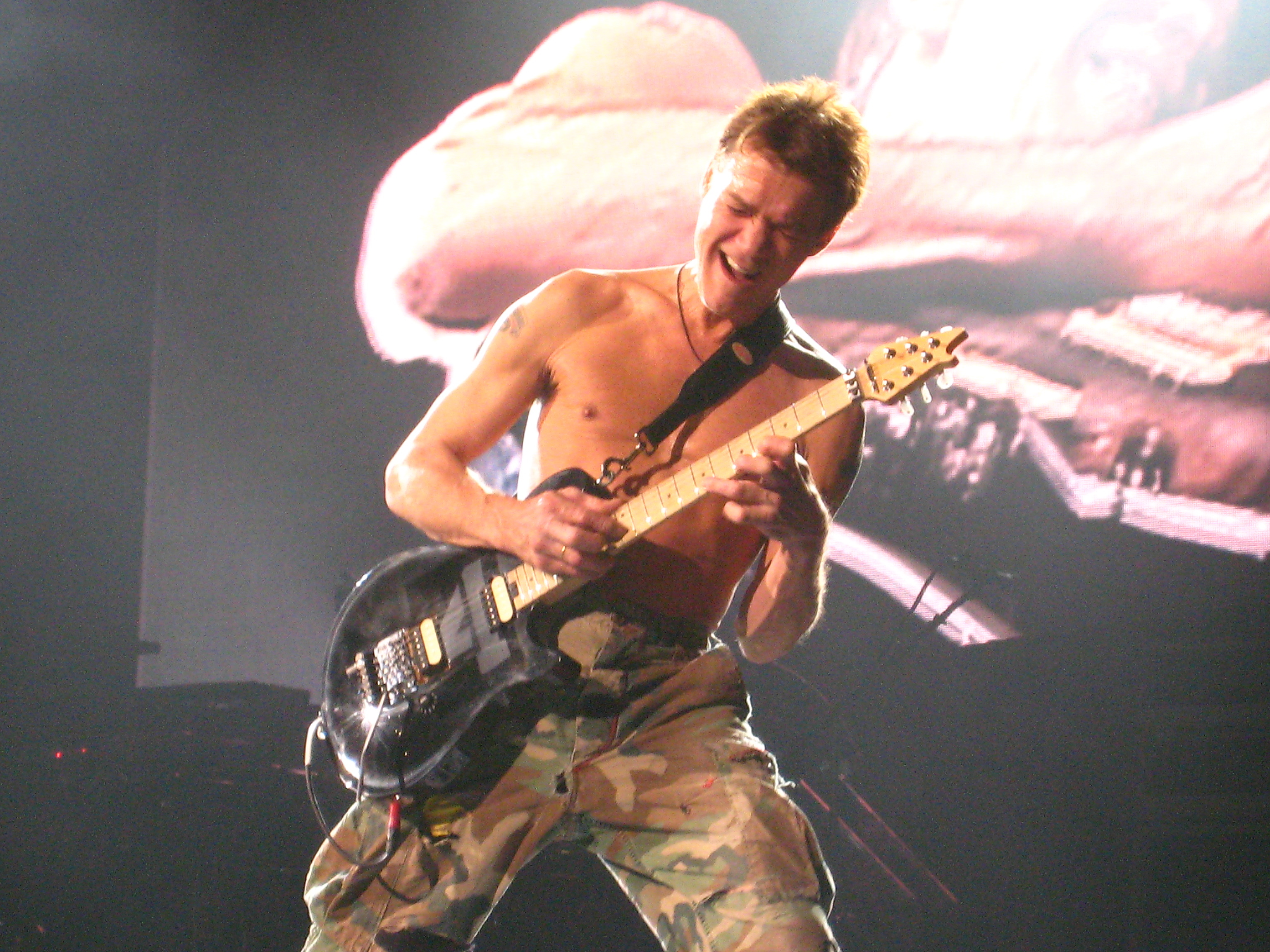
Den amerikanske gitarristen Eddie Van Halen, medlem av bandet Van Halen, avled 6 oktober, 65 år gammal.

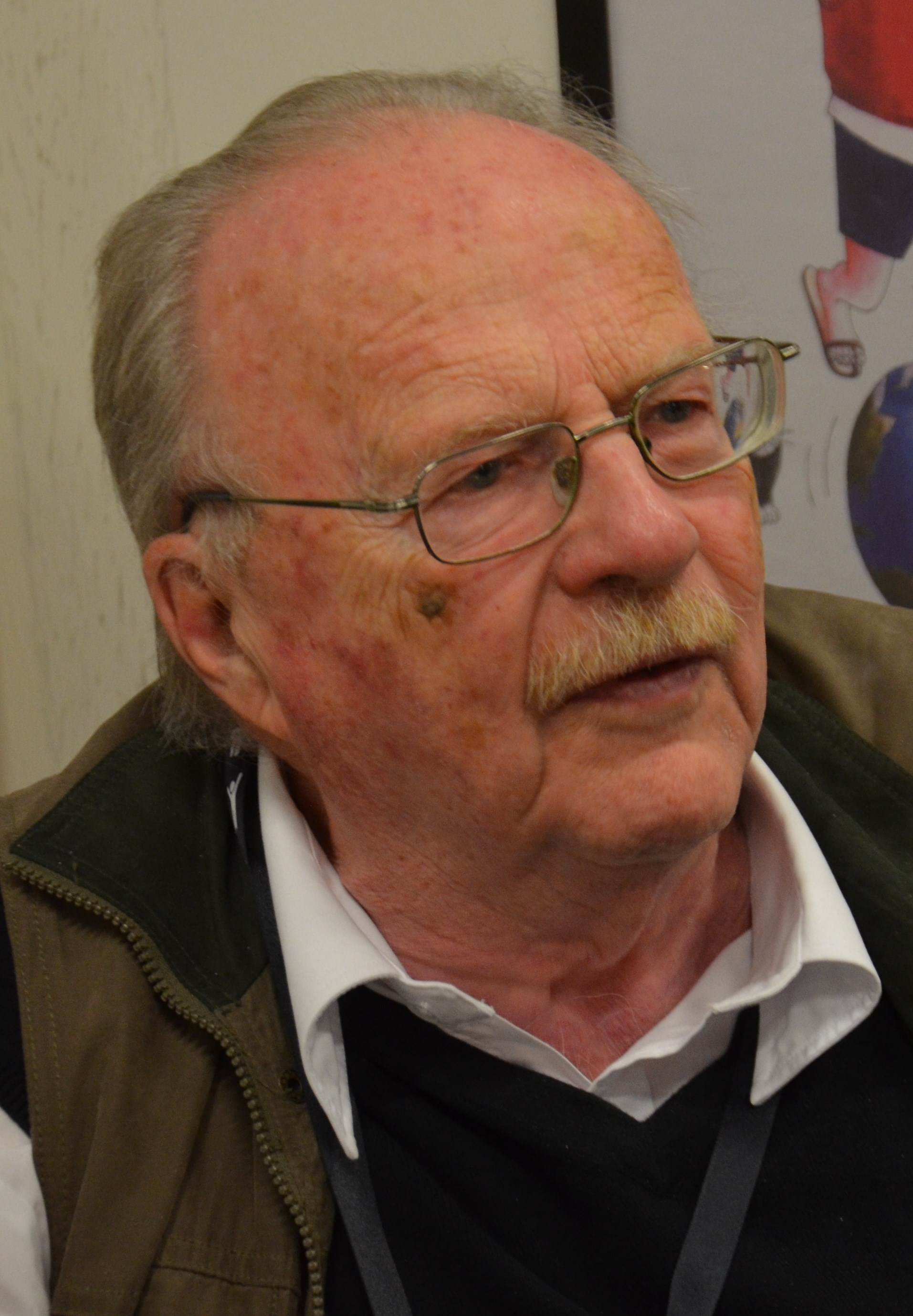
Den svenske författaren Jan Myrdal avled 30 oktober, 93 år gammal.

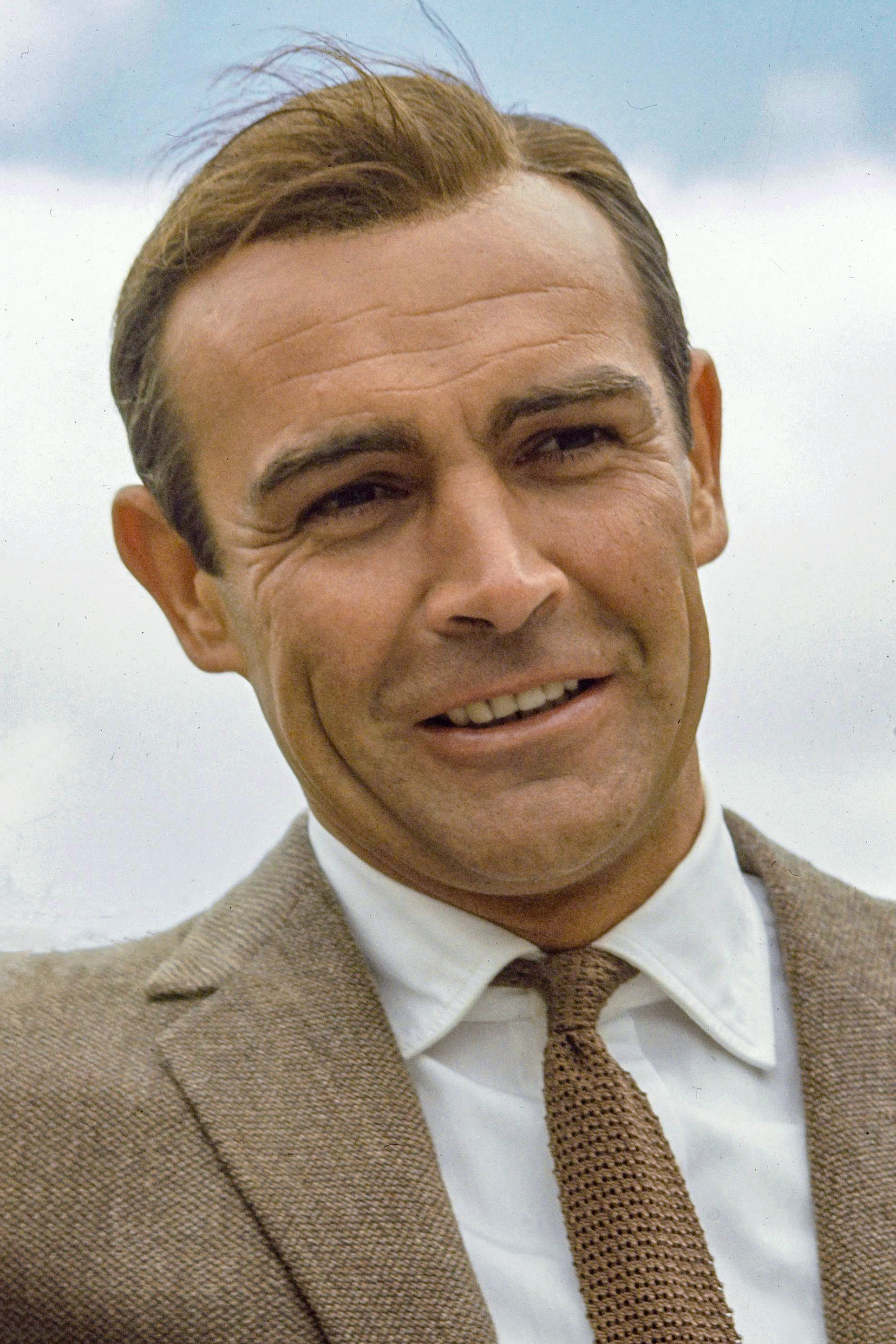
Den brittiske (skotske) skådespelaren Sean Connery avled 31 oktober, 90 år gammal.

- 1 oktober – Maud Hansson, 82, svensk skådespelare (Det sjunde inseglet, Emil i Lönneberga, etc).[629]
- 2 oktober – Irina Slavina, 47, rysk journalist.[630]
- 3 oktober – Mark Andrews, 94, amerikansk republikansk politiker, senator för North Dakota 1981–1987.[631]
- 3 oktober – Thomas Jefferson Byrd, 70, amerikansk skådespelare.[632]
- 3 oktober – P.G. Vinge, 97, svensk ämbetsman och direktör, första chefen för svenska Säkerhetspolisen.[633]
- 4 oktober – Günter de Bruyn, 93, tysk författare.[634]
- 4 oktober – Mike Foster, 90, amerikansk republikansk politiker, guvernör i Louisiana 1996–2004.[635]
- 4 oktober – Kenzō Takada, 81, japansk-fransk modeskapare.[636]
- 5 oktober – Gösta Vestlund, 107, svensk författare, filosofie doktor, debattör, skribent och undervisningsråd.[637]
- 6 oktober – Ruth Klüger, 88, österrikiskfödd amerikansk förintelseöverlevare och författare.[638]
- 6 oktober – Johnny Nash, 80, amerikansk reggae- och popsångare och låtskrivare.[639]
- 6 oktober – Eddie Van Halen, 65, amerikansk rockgitarrist och låtskrivare (Van Halen).[640][641]
- 6 oktober – Jim Weaver, 93, amerikansk demokratisk politiker, representanthusledamot 1975–1987.[642]
- 6 oktober – Wladimir Yordanoff, 66, monegaskiskfödd fransk skådespelare.[643]
- 7 oktober – Mario Molina, 77, mexikansk-amerikansk kemist, nobelpristagare 1995.[644]
- 8 oktober – Whitey Ford, 91, amerikansk basebollspelare.[645]
- 8 oktober – Charles Moore, 91, amerikansk friidrottare.[646]
- 8 oktober – Ram Vilas Paswan, 74, indisk politiker, minister i flera omgångar, bl.a för arbetsmarknad 1989–1990 och kommunikation och informationsteknologi 1999–2001.[647]
- 8 oktober – Mohammad-Reza Shajarian, 80, iransk sångare.[648]
- 8 oktober – Stephen Thesleff, 96, finländsk-svensk neurofarmakolog och professor.[649]
- 9 oktober – Peter Cassirer, 87, svensk språkvetare.[650]
- 9 oktober – Gertrud Zetterholm, 102, svensk författare, journalist och kåsör.[651]
- 12 oktober – Samuel Brittan, 86, brittisk liberal journalist, författare och ekonomisk debattör.[652]
- 12 oktober – Conchata Ferrell, 77, amerikansk skådespelare (2 1/2 män, etc).[653]
- 12 oktober – Roberta McCain, 108, amerikansk societetsdam, mor till senator John McCain.[654]
- 13 oktober – John Pepper Clark, 85, nigeriansk lyriker och dramatiker.[655]
- 14 oktober – Lola Ewerlund, 71, svensk skådespelare.[656]
- 14 oktober – Rhonda Fleming, 97, amerikansk skådespelare.[657]
- 14 oktober – Herbert Kretzmer, 95, sydafrikansk-brittisk journalist, låtskrivare och sångtextförfattare (musikalen Les Misérables).[658]
- 15 oktober – Sonja Edström-Ruthström, 89, svensk längdskidåkare.[659]
- 16 oktober – László Branikovits, 70, ungersk fotbollsspelare.[660]
- 16 oktober – Åke von Schéele, 94, svensk militär.[661]
- 16 oktober – Marjatta Väänänen, 97, finländsk minister.[662]
- 17 oktober – Príncipe Aéreo, 23, mexikansk fribrottare.[663]
- 17 oktober – Erland Brand, 98, svensk målare, grafiker och illustratör.[664][665]
- 18 oktober – Laleh Bakhtiar, 82, iransk-amerikansk författare och psykolog.[666]
- 18 oktober – René Felber, 87, schweizisk politiker, president 1992.[667]
- 18 oktober – Tomás Herrera Martínez, 69, kubansk basketspelare.[668]
- 19 oktober – Wojciech Pszoniak, 78, polsk skådespelare.[669]
- 20 oktober – Bruno Martini, 58, fransk fotbollsspelare (målvakt).[670]
- 20 oktober – James Randi, 92, kanadensisk-amerikansk illusionist, skribent, föreläsare och skeptiker.[671]
- 23 oktober – Ebbe Skovdahl, 75, dansk fotbollsspelare och tränare.[672]
- 23 oktober – Walther Sommerlath Jr., 86, bror till drottning Silvia.[673]
- 23 oktober – Jerry Jeff Walker, 78, amerikansk countrymusiker, sångare och låtskrivare.[674]
- 24 oktober – Krisztián Veréb, 43, ungersk kanotist.[675]
- 25 oktober – Diane di Prima, 86, amerikansk poet och författare.[676]
- 25 oktober – Izzat Ibrahim ad-Douri, 78, irakisk militär och politiker under Saddam-regimen, vicepresident 1979–2003.[677]
- 25 oktober – David Karnes, 71, amerikansk republikansk politiker, senator för Nebraska 1987–1989.[678]
- 25 oktober – Lee Kun-hee, 78, sydkoreansk företagsledare, styrelseordförande för Samsung-koncernen 1987–2008 och 2010–2020.[679]
- 25 oktober – Thomas Oppermann, 66, tysk socialdemokratisk politiker, gruppledare för Tysklands socialdemokratiska parti i förbundsdagen 2013–2017 och  vice förbundsdagspresident sedan 2017.
- 26 oktober – Richard Adjei, 37, tysk bobåkare och spelare inom amerikansk fotboll.[680]
- 27 oktober – Laris Strunke, 89, svensk konstnär.[681]
- 28 oktober – Billy Joe Shaver, 81, amerikansk countrymusiker, sångare och låtskrivare.[682]
- 30 oktober – Robert Fisk, 74, brittisk journalist och författare.[683]
- 30 oktober – Jan Myrdal, 93, svensk författare och debattör.[684]
- 30 oktober – Nobby Stiles, 78, engelsk fotbollsspelare.[685]
- 30 oktober – Mesut Yilmaz, 72, turkisk politiker, premiärminister 1991, 1996 och 1997–1999.[686]
- 31 oktober – Sean Connery, 90, brittisk (skotsk) skådespelare.[687]
- 31 oktober – Charles Gordon, 73, amerikansk filmproducent.[688]
- 31 oktober – MF Doom, 49, amerikansk rappare.[689]
- 31 oktober – Bengt Pleijel, 93, svensk präst.[690]
- 31 oktober – Marius Žaliūkas, 36, litauisk fotbollsspelare.[691]

## November

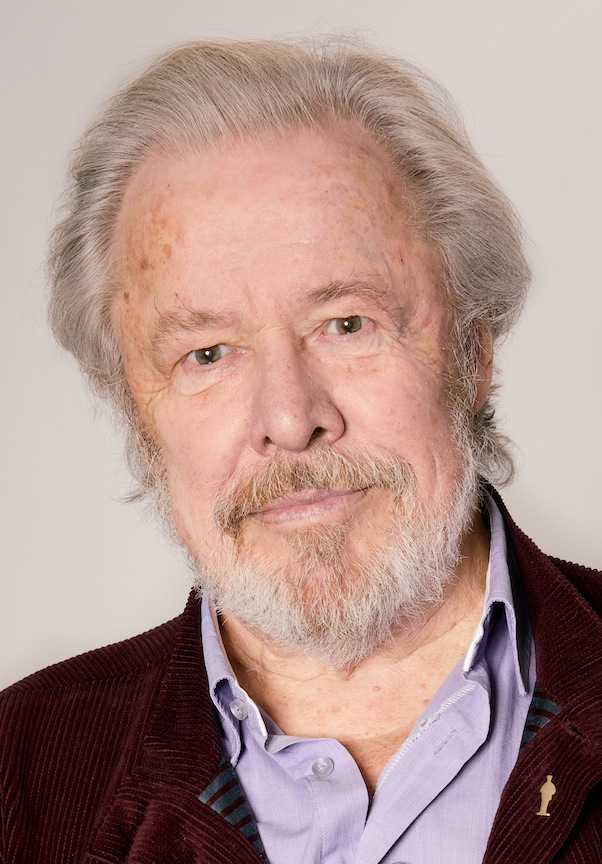
Den svenske skådespelaren Sven Wollter avled 10 november, 86 år gammal.

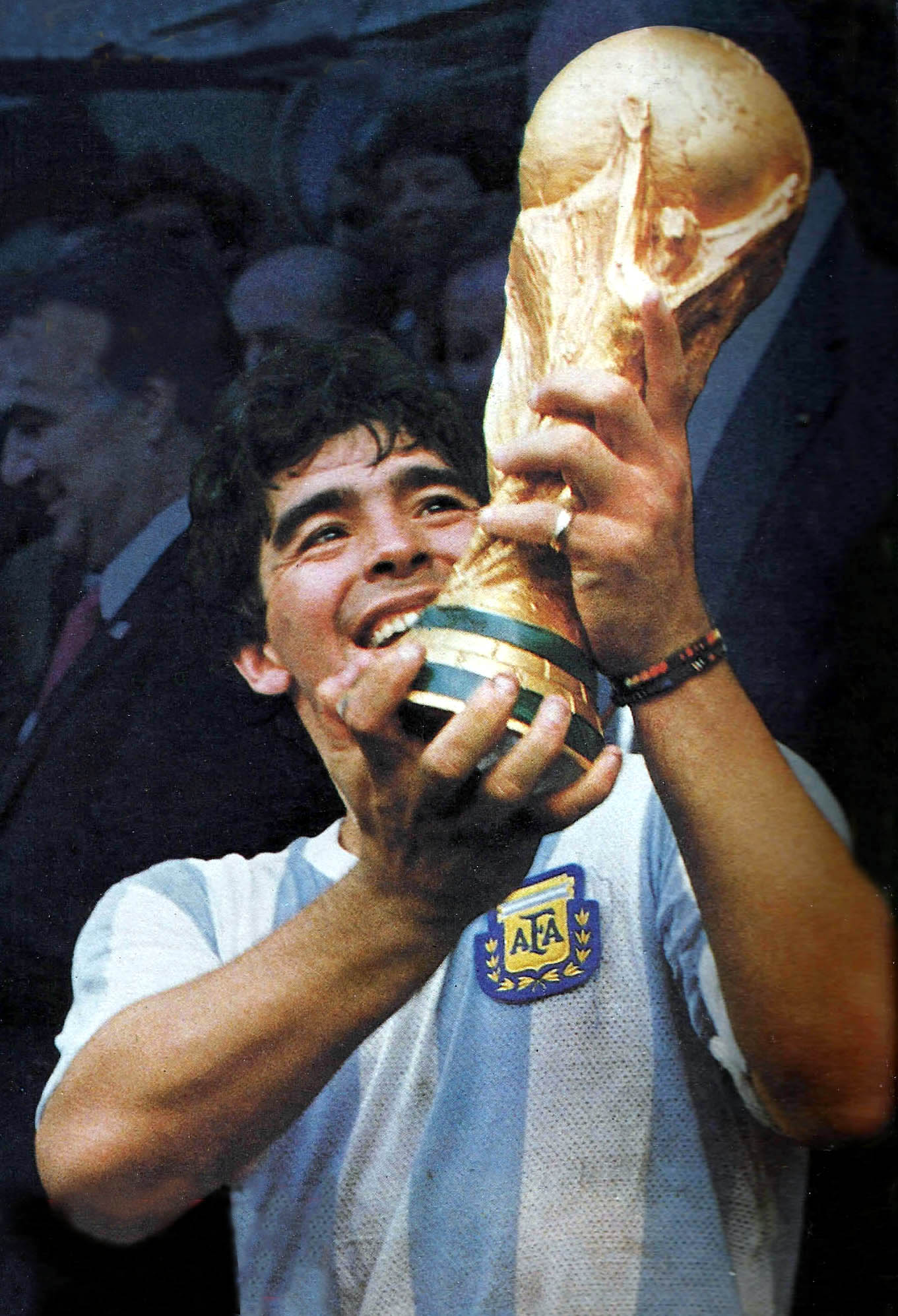
Den argentinske fotbollsspelaren Diego Maradona avled 25 november, 60 år gammal.

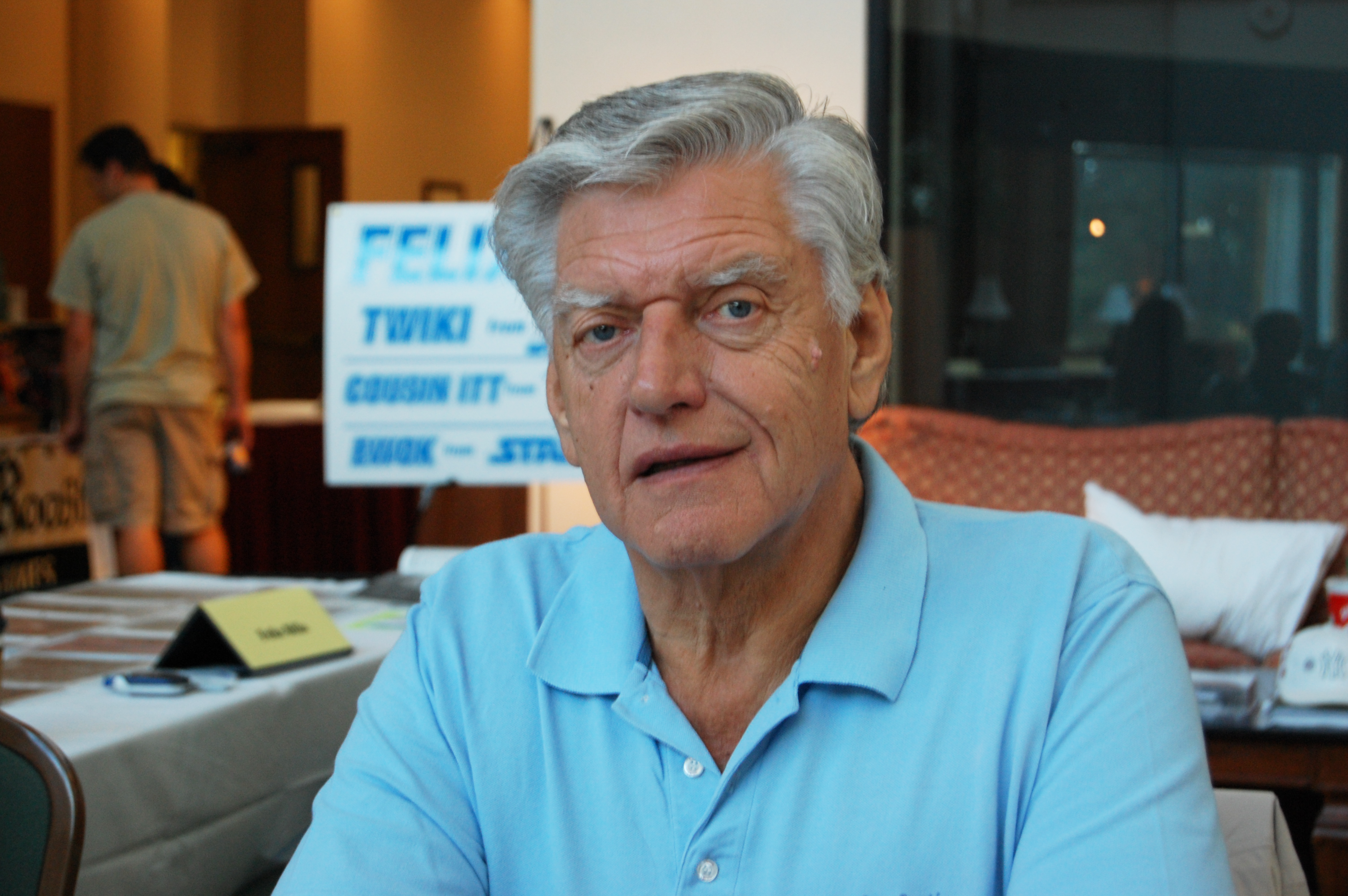
Den brittiske skådespelaren David Prowse, känd för rollen som Darth Vader, avled 28 november, 85 år gammal.

- 1 november – Eddie Hassell, 30, amerikansk skådespelare.[692]
- 1 november – Don McDermott, 90, amerikansk skridskoåkare.[693]
- 1 november – Nikki McKibbin, 42, amerikansk sångare.[694]
- 2 november – Ahmed Laraki, 89, marockansk politiker, premiärminister 1969–1971.[695]
- 2 november – Elsa Raven, 91, amerikansk skådespelare.[696]
- 3 november – Tom Wolgers, 61, svensk musiker, kompositör och modell (Lustans Lakejer).[697]
- 4 november – Ken Hensley, 75, brittisk sångare, låtskrivare och musiker (Uriah Heep, Toe Fat).[698]
- 4 november – Abdul Rashid, 73, pakistansk landhockeyspelare.[699]
- 5 november – Len Barry, 78, amerikansk sångare.[700]
- 5 november – Geoffrey Palmer, 93, brittisk skådespelare.[701][702]
- 5 november – Ossi Runne, 93, finländsk trumpetare, orkesterledare och kompositör.[703]
- 5 november – Géza Szőcs, 67, ungersk-rumänsk poet och politiker, kulturminister 2010–2012.[704]
- 5 november – Joy Westmore, 88, australisk skådespelare (Kvinnofängelset, Grannar, etc).[705]
- Exakt datum saknas – Jim Marurai, 73, politiker från Cooköarna, premiärminister 2004–2010.[706]
- 6 november – June Foulds, 86, brittisk friidrottare.[707]
- 6 november – Torleif Lännerholm, 97, svensk musiker (oboist).[708]
- 6 november – Jim Neilson, 78, kanadensisk ishockeyspelare.[709]
- 6 november – Pontus Stierna, 69, svensk överläkare och professor.[710]
- 8 november – Alex Trebek, 80, kanadensisk-amerikansk TV-programledare (Jeopardy!).[711]
- 9 november – Fernando Atzori, 78, italiensk boxare.[712]
- 9 november – Tomas Forser, 77, svensk litteraturvetare och teaterkritiker.[713]
- 9 november – Lennart Hall, 82, svensk professor i musikhistoria och formlära.[714]
- 9 november – Israel Horovitz, 81, amerikansk dramatiker och manusförfattare.[715]
- 9 november – Viktor Hultsved, 85, svensk veterinär.[716]
- 10 november – Dino da Costa, 89, brasiliansk-italiensk fotbollsspelare.[717]
- 10 november – Saeb Erekat, 65, palestinsk politiker och diplomat, chefsförhandlare för PLO sedan 1995.[718]
- 10 november – Amadou Toumani Touré, 72, malisk politiker, president 2002–2012.[719]
- 10 november – Sven Wollter, 86, svensk skådespelare.[720]
- 11 november – Khalifa ibn Sulman al-Khalifa, 84, bahrainsk kunglighet och politiker, premiärminister 1970–2020.[721]
- 11 november – Jorge Llopart, 68, spansk friidrottare inom gång.[722]
- 11 november – Sebastian Lybeck, 91, finlandssvensk författare.[723]
- 11 november – Giuliana Minuzzo, 88, italiensk alpin skidåkare.[724]
- 12 november – Rune Hannäs, 104, svensk skulptör.[725]
- 12 november – Masatoshi Koshiba, 94, japansk fysiker, nobelpristagare i fysik 2002.[726]
- 12 november – Jerry Rawlings, 73, ghanansk politiker, president 1979 och 1981–2000.[727]
- 13 november – Attila Horváth, 53, ungersk diskuskastare.[728]
- 13 november – Roger Jepsen, 91, amerikansk republikansk politiker, senator (Iowa) 1979–1985.[729]
- 13 november – Stefan "Lill-Prosten" Karlsson, 74, svensk ishockeyspelare.[730]
- 13 november – Kićo Slabinac, 76, kroatisk popsångare och politiker.[731]
- 13 november – Peter Sutcliffe, 74, brittisk seriemördare ("The Yorkshire Ripper").[732]
- 13 november – Philip Voss, 84, brittisk skådespelare.[733]
- 14 november – Armen Dzjigarchanjan, 85, armenisk-rysk (sovjetiskfödd) skådespelare.[734]
- 14 november – Kay Wiestål, 80, svensk fotbollsspelare, idrottsledare, entreprenör och initiativtagare till Victoriadagarna på Öland.[735]
- 15 november – Ray Clemence, 72, engelsk fotbollsmålvakt.[736]
- 16 november – Walid Muallem, 79, syrisk politiker och diplomat, utrikesminister sedan 2006 och vice premiärminister sedan 2012.[737]
- 16 november – Bruce Swedien, 86, amerikansk ljudtekniker.[738]
- 17 november – Walter Davis, 89, amerikansk höjdhoppare och basketspelare, olympisk mästare i höjdhopp 1952.[739]
- 17 november – Sheldon Solow, 92, amerikansk fastighetsmagnat.[740]
- 18 november – Jan Düsing, 75, svensk fotograf.[741][742]
- 18 november – Kullervo Rainio, 96, finländsk socialpsykolog, riksdagsman och professor.[743]
- 19 november – Helen Morgan, 54, brittisk (walesisk) landhockeyspelare.[744]
- 20 november – Ernesto Canto, 61, mexikansk friidrottare inom gång, olympisk guldmedaljör 1984.[745]
- 20 november – Irinej, 90, patriark över Serbisk-ortodoxa kyrkan 2010–2020.[746]
- 20 november – Jan Morris, 94, brittisk författare och journalist.[747]
- 21 november – Asko Oinas, 91, finländsk ingenjör och ämbetsman.[748]
- 22 november – Sidi Ould Cheikh Abdallahi, 82, mauretansk politiker, president 2007–2008.[749]
- 22 november – Sven Heurgren, 90, svensk ämbetsman, landshövding i Jämtland 1984–1995.[750]
- 22 november – Raimo Tuomela, 80, finländsk filosof och professor.[751]
- 23 november – Abby Dalton, 88, amerikansk skådespelare (Falcon Crest).[752]
- 23 november – David Dinkins, 93, amerikansk demokratisk politiker, New Yorks borgmästare 1990–1993.[753]
- 23 november – Hal Ketchum, 67, amerikansk countrysångare, musiker och låtskrivare.[754]
- 23 november – Anele Ngcongca, 33, sydafrikansk fotbollsspelare.[755]
- 24 november – Christophe Dominici, 48, fransk rugbyspelare.[756]
- 24 november – Vasil Jakusja, 62, belarusisk (sovjetiskfödd) roddare.[757]
- 24 november – Mamadou Tandja, 82, nigerisk politiker, president 1999–2010.[758]
- 25 november – Diego Maradona, 60, argentinsk fotbollsspelare och fotbollstränare.[759]
- 25 november – Jacques Secrétin, 71, fransk bordtennisspelare.[760]
- 26 november – Sadiq el-Mahdi, 84, sudanesisk politiker, premiärminister 1966–1967 och 1986–1989.[761]
- 26 november – Daniel M. Tellep, 89, amerikansk ingenjör och företagsledare.[762]
- 27 november – Kevin Burnham, 63, amerikansk seglare och olympisk medaljör.[763]
- 27 november – Jan Sjödin, 86, svensk skådespelare.[764]
- 28 november – David Prowse, 85, brittisk skådespelare, kroppsbyggare och tyngdlyftare ("Darth Vader" i de tidiga Star Wars-filmerna).[765]
- 29 november – Ben Bova, 88, amerikansk science fiction-författare och redaktör.[766]
- 29 november – Papa Bouba Diop, 42, senegalesisk fotbollsspelare.[767]
- 29 november – Vladimir Fortov, 74, rysk fysiker, ordförande för Rysslands Vetenskapsakademi 2013–2017.[768]
- 30 november – Betty Bobbitt, 81, amerikansk-australisk skådespelare (Kvinnofängelset).[769]
- 30 november – Lennart Dahlberg, 68, svensk låtskrivare och sångtextförfattare.[770]

## December

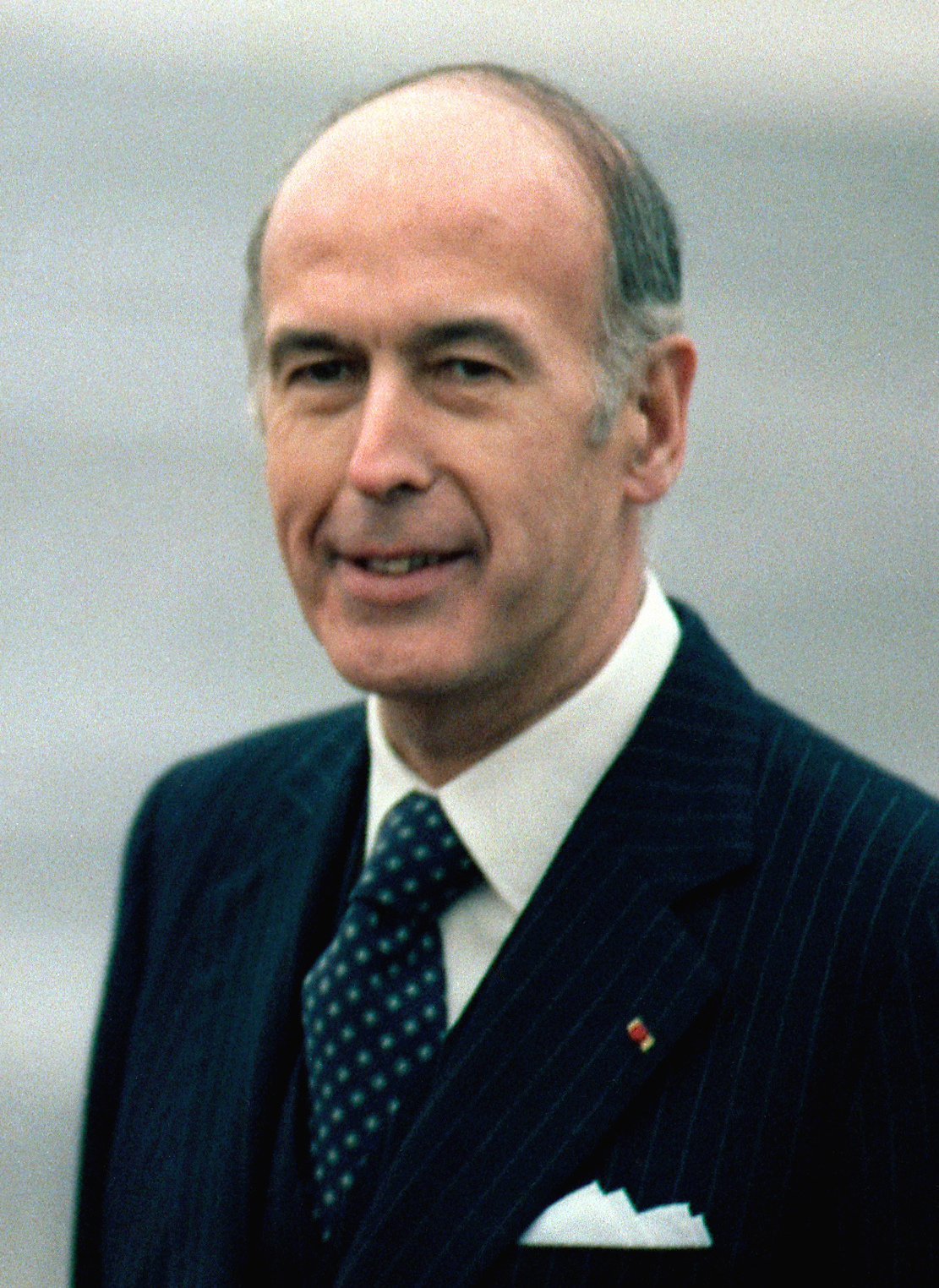
Den franske politikern Valéry Giscard d’Estaing avled 2 december, 94 år gammal.

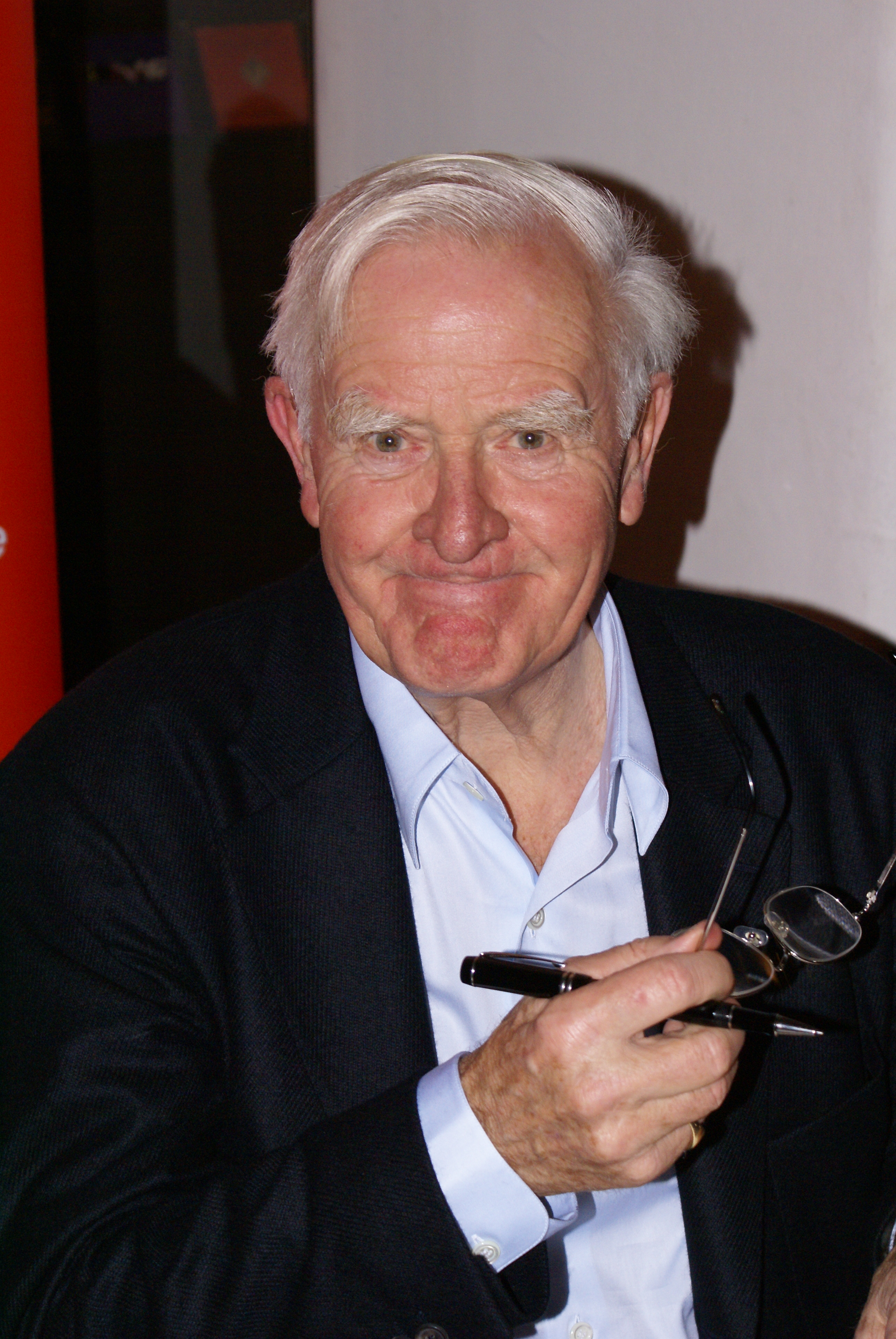
Den brittiske författaren John le Carré avled 12 december, 89 år gammal.

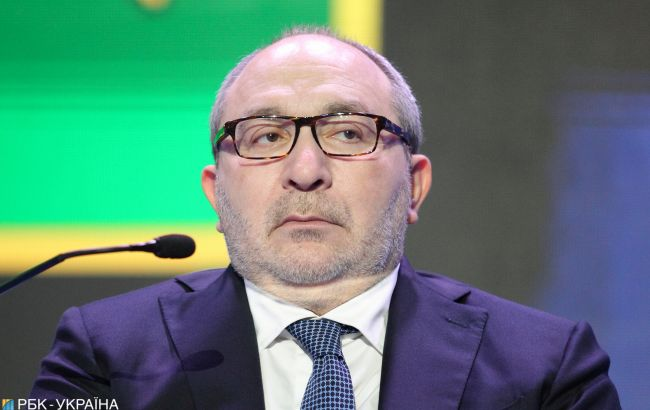
Den ukrainske politikern Gennadij Kernes avled 17 december, 61 år gammal.

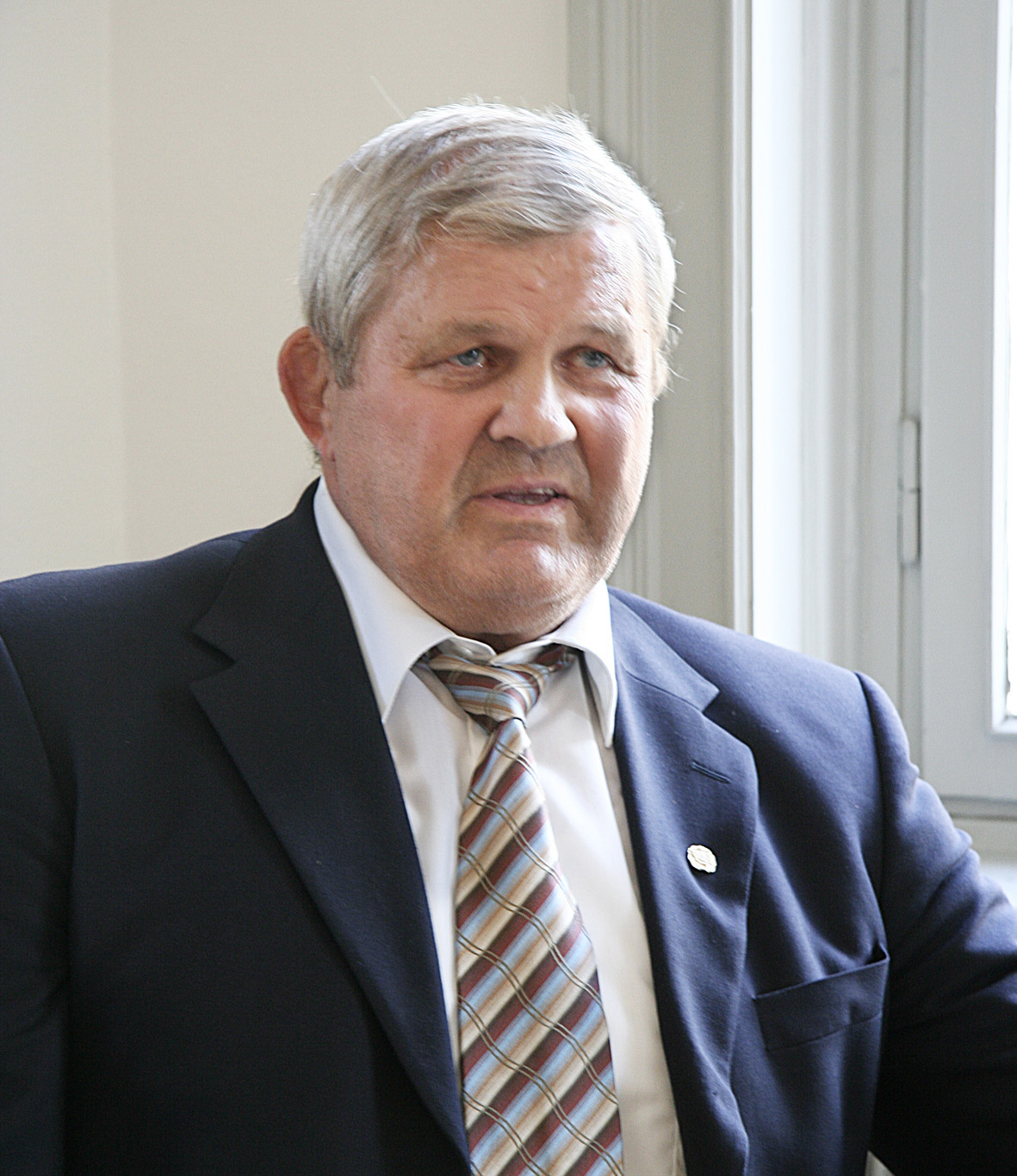
Den svenske advokaten och brottaren Pelle Svensson avled 17 december, 77 år gammal.

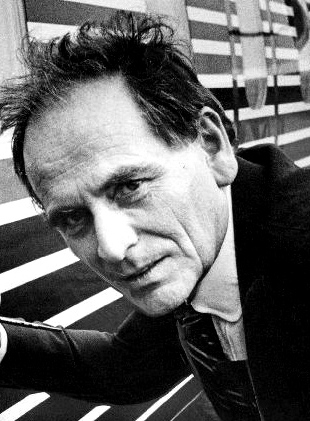
Den franske modedesignern Pierre Cardin avled 29 december, 98 år gammal.

- Exakt datum saknas – Alexi Laiho, 41, finländsk death metal-sångare och gitarrist.[771]
- 1 december – Hugh Keays-Byrne, 73, brittisk-amerikansk skådespelare.[772]
- 1 december – Arnie Robinson, 72, amerikansk längdhoppare, olympisk guldmedaljör 1976.[773]
- 2 december – Janne Andersson, 77, svensk journalist och TV4-profil.[774][775]
- 2 december – Warren Berlinger, 83, amerikansk skådespelare.[776]
- 2 december – Valéry Giscard d’Estaing, 94, fransk politiker, president 1974–1981.[777]
- 2 december – Zafarullah Khan Jamali, 76, pakistansk politiker, premiärminister 2002–2004.[778]
- 2 december – Rafer Johnson, 86, amerikansk friidrottare och skådespelare.[779]
- 2 december – Karin Lindén, 91, svensk gymnast, olympisk guldmedaljör i lag i Helsingfors.[780]
- 3 december – Kaj Ikast, 84, dansk politiker, trafikminister 1990–1993.[781]
- 3 december – Alison Lurie, 94, amerikansk författare och litteraturvetare.[782]
- 4 december – Ole Espersen, 85, dansk politiker, justitieminister 1981–1982.[783]
- 4 december – Suhaila Seddiqi, 71, afghansk politiker, hälsovårdsminister 2001–2004.[784]
- 5 december – Peter Alliss, 89, brittisk (engelsk) golfspelare, golfkommentator och golfbanedesigner.[785]
- 5 december – Wojciech Zabłocki, 89, polsk fäktare och arkitekt.[786]
- 6 december – Dejan Dabović, 76, serbisk (jugoslaviskfödd) vattenpolospelare.[787]
- 6 december - Lars Korposoff, 90, svensk skådespelare.[788]
- 6 december – László Kuncz, 63, ungersk vattenpolospelare.[789]
- 6 december – Dennis Ralston, 78, amerikansk tennisspelare.[790]
- 6 december – Paul Sarbanes, 87, amerikansk demokratisk politiker, senator för Maryland 1977–2007.[791]
- 6 december – Tabaré Vázquez, 80, uruguayansk politiker, president 2005–2010 och 2015–2020.[792]
- 7 december – Sam Nilsson, 84, svensk journalist, TV-chef och politiker (Högerpartiet), VD för Sveriges Television 1981–1999.[793][794]
- 7 december – Doug Scott, 79, brittisk bergsbestigare och äventyrare.[795]
- 7 december – Chuck Yeager, 97, amerikansk pilot och general, första människa att flyga snabbare än ljudhastigheten.[796]
- 8 december – Harold Budd, 84, amerikansk avantgarde-kompositör och poet.[797]
- 8 december – Alejandro Sabella, 66, argentinsk fotbollsspelare och tränare.[798]
- 9 december – Vjatjaslaŭ Kebitj, 84, belarusisk politiker, premiärminister 1991–1994.[799]
- 9 december – Alex Olmedo, 84, amerikansk tennisspelare.[800]
- 9 december – Paolo Rossi, 64, italiensk fotbollsspelare.[801]
- 10 december – Tom Lister, Jr., 62, amerikansk skådespelare och fribrottare.[802]
- 11 december – James R. Flynn, 86, nyzeeländsk omvärldsanalytiker och statsvetare.[803]
- 11 december – Kim Ki-duk, 59, sydkoreansk filmregissör.[804]
- 12 december – John le Carré, 89, brittisk författare.[805]
- 12 december – Charley Pride, 86, amerikansk countrysångare och basebollspelare.[806]
- 12 december – Ann Reinking, 71, amerikansk skådespelare, dansare och koreograf.[807]
- 12 december – Jack Steinberger, 99, tysk-amerikansk fysiker, nobelpristagare i fysik 1988.[808]
- 13 december – Otto Barić, 87, kroatisk (jugoslaviskfödd) fotbollsspelare och tränare.[809]
- 13 december – Ambrose Mandvulo Dlamini, 52, swaziländsk politiker, premiärminister sedan 2018.[810]
- 13 december – Pierre Lacroix, 72, kanadensisk-amerikansk idrottsledare.[811]
- 13 december – James McLane, 90, amerikansk simmare, olympisk guldmedaljör.[812]
- 14 december – Gérard Houllier, 73, fransk fotbollstränare.[813]
- 14 december – Johan Nordenfalk, 86, svensk statssekreterare och ambassadör.[814][815]
- 15 december – Sten Mörtstedt, 80, svensk affärsman och miljardär.[816]
- 15 december – Paul Nihill, 81, brittisk friidrottare inom gång.[817]
- 16 december – Flavio Cotti, 81, schweizisk politiker, president 1991 och 1998.[818]
- 17 december – Hacke Björksten, 86, sverigefinlandssvensk tenorsaxofonist, låtskrivare och orkesterledare.[819]
- 17 december – Jeremy Bulloch, 75, brittisk skådespelare (Älskade spion, samt rollen som Boba Fett i Rymdimperiet slår tillbaka och Jedins återkomst).[820]
- 17 december – Pierre Buyoya, 71, burundisk politiker, president 1987–1993 och 1996–2003.[821]
- 17 december – Leif Hagen, 78, norsk-svensk publicist och företagare inom porrbranschen.[822]
- 17 december – Gennadij Kernes, 61, ukrainsk politiker, borgmästare i Charkiv sedan 2010.[823]
- 17 december – Pelle Svensson, 77, svensk advokat och brottare.[824]
- 18 december – Michael Jeffery, 83, australisk ämbetsman, generalguvernör 2003–2008.[825]
- 18 december – William Winter, 97, amerikansk demokratisk politiker, guvernör i Mississippi 1980–1984.[826]
- 19 december – Pelle Alsing, 60, svensk musiker (Roxette).[827]
- 19 december – Rosalind Knight, 87, brittisk skådespelare.[828]
- 19 december – Mekere Morauta, 74, papuansk politiker, premiärminister 1999–2002.[829]
- 19 december – Märta Norberg, 98, svensk längdskidåkare.[830]
- 19 december – Alberto Valdés Lacarra, 70, mexikansk ryttare.[831]
- 20 december – Yvonne Sandberg-Fries, 70, svensk socialdemokratisk politiker.[832]
- 20 december – Lee Wallace, 90, amerikansk skådespelare.[833]
- 21 december – Björn Ståbi, 80, svensk riksspelman.[834]
- 22 december – Norma Cappagli, 81, argentinsk modell, Miss World 1960.[835]
- 22 december – Tommy Larsson, 69, svensk fotbollsspelare.[836]
- 22 december – Leslie West, 75, amerikansk gitarrist och sångare.[837]
- 23 december – Arkadij Andreasjan, 73, armenisk (sovjetiskfödd) fotbollsspelare.[838]
- 23 december – James E. Gunn, 97, amerikansk science fiction-författare.[839]
- 24 december – Roland Cedermark, 82, svensk dragspelare, sångare, kompositör och låtskrivare.[840]
- 24 december – Ivry Gitlis, 98, israelisk violinist.[841]
- 24 december – Siv Widerberg, 89, svensk författare och journalist.[842]
- 25 december – Soumaïla Cissé, 71, malisk politiker, finansminister 1993–2000 och presidentkandidat.[843]
- 25 december – K.C. Jones, 88, amerikansk basketspelare.[844]
- 25 december – Tony Rice, 69, amerikansk bluegrassgitarrist.[845]
- 26 december – George Blake, 98, brittisk dubbelagent.[846]
- 26 december – Gunnar Kämpendahl, 83, svensk handbollsspelare.[847]
- 27 december – Rolf Aggestam, 79, svensk poet.[848][849]
- 27 december – William Link, 87, amerikansk manusförfattare.[850]
- 28 december – Gunnar Adler-Karlsson, 87, svensk nationalekonom.[851]
- 28 december – Jyrki Heliskoski, 75, finländsk fotbollstränare.[852]
- 28 december – Armando Manzanero, 85, mexikansk sångare och låtskrivare.[853]
- 29 december – Claude Bolling, 90, fransk jazzpianist och -kompositör.
- 29 december – Pierre Cardin, 98, fransk modedesigner.[854]
- 29 december – Gösta Linderholm, 79, svensk trubadur och låtskrivare.[855]
- 29 december – John Paul Jr., 60, amerikansk racerförare.[856]
- 30 december – Samuel Little, 80, amerikansk seriemördare.[857]
- 30 december – Dawn Wells, 82, amerikansk skådespelare.[858]
- 30 december – Eugene Wright, 97, amerikansk jazzbasist.[859]
- 31 december – Michael Kindo, 73, indisk landhockeyspelare.[860]
- 31 december – Dick Thornburgh, 88, amerikansk ämbetsman och republikansk politiker, justitieminister 1988–1991 och Pennsylvanias guvernör 1979–1987.[861]